# Tita Merello
Laura Ana Merello, más conocida como Tita Merello (Buenos Aires, 11 de octubre de 1904-ib, 24 de diciembre de 2002), fue una actriz, cantante de tango y milonga, y presentadora de televisión argentina. 
La infancia de Merello fue de pobreza y penurias, y pasó por infinidad de trabajos hasta llegar al teatro a fines de los años de 1910, donde sobresalió en espectáculos de revista en el Teatro Bataclán y Maipo. Fue una de las primeras cantantes de tango surgidas en la década de 1920 que crearon la modalidad vocal femenina en el rubro. Eximia cantante de música ciudadana, adquirió popularidad principalmente por sus interpretaciones de «Se dice de mí» y «La milonga y yo». Se supone que ingresó al cine en el período mudo con un filme desaparecido, Buenos Aires tenebroso (1928), pero su primer registro verificado ocurrió en la primera película sonora argentina, ¡Tango!, donde fue una de las figuras principales junto a Libertad Lamarque. Luego de realizar una serie de películas a lo largo de la década de 1930, se consagró como actriz dramática en La fuga (1937), una película de culto dirigida por Luis Saslavsky, que refinó su personalidad. Ambos volvieron a trabajar juntos cinco años después en Ceniza al viento (1942). La expresividad de su rostro y sus dotes para el drama la llevaron a ser comparada con Bette Davis y Anna Magnani.
Entre 1942 y 1948, mantuvo un apasionado romance con Luis Sandrini, por el que prácticamente abandonó su carrera para apoyar a la del actor y hacia 1946, ambos se radicaron en México, donde Merello filmó Cinco rostros de mujer, por la cual obtuvo el premio Ariel a la Mejor Actriz de Reparto. Al regresar a su país, protagonizó Don Juan Tenorio (1949) y Filomena Marturano (1950), que posteriormente fue representada en teatro. El apogeo de su carrera ocurrió en los años de 1950 luego de su separación con Sandrini y alcanzó su pico máximo cuando encabezó tres filmes de Lucas Demare: Los isleros (1951), Guacho (1954) —su película favorita— y Mercado de Abasto (1955). Además, tuvo roles destacados en Arrabalera (1950), La morocha (1958), Para vestir santos y El amor nunca muere (ambas de 1955). En teatro, además, se lució en Filomena Marturano, La tigra, Miércoles de ceniza, Sexteto y La Moreira, y en televisión, condujo su propio programa, Todo Tita.
Después de la Revolución Libertadora, debió exiliarse en México ante la falta de trabajo. Nuevamente de regreso, filmó Amorina (1961) con Hugo del Carril y posteriormente, la mayoría de sus siguientes trabajos estuvieron dirigidos por su amigo Enrique Carreras. Su sola presencia en las películas filmadas por él lograba elevarlas de la mediocridad. En 1972, publicó un libro semiautobiográfico, La calle y yo, fue además una asidua partícipe del ciclo televisivo Sábados Circulares y su actuación recreando la vida de María Salomé Loredo en La Madre María (1974), dirigida por Lucas Demare, recibió elogios de la crítica y le proporcionó una renovada popularidad. Se retiró en 1985 luego de filmar Las barras bravas, aunque continuó realizando apariciones públicas y brindando charlas radiales y televisivas hasta poco antes de su muerte. En 1990, fue distinguida como «Ciudadana ilustre de la Ciudad de Buenos Aires» por ser un «mito viviente de la iconografía porteña» y en 1991, recibió el Premio Podestá a la Trayectoria. 
Hacia el final de su vida, adquirió popularidad por su larga vida, filosofía y experiencia. Falleció a los 98 años en la Nochebuena de 2002, en la Fundación Favaloro. Al momento de su muerte, era uno de los grandes hitos femeninos de la historia del espectáculo argentino y contaba en su haber con treinta y tres películas, veinte obras teatrales, tres ciclos radiales y varias participaciones en espectáculos de la revista porteña y la televisión.

## Biografía

### Primeros años y dificultades de la infancia (1904-1917)

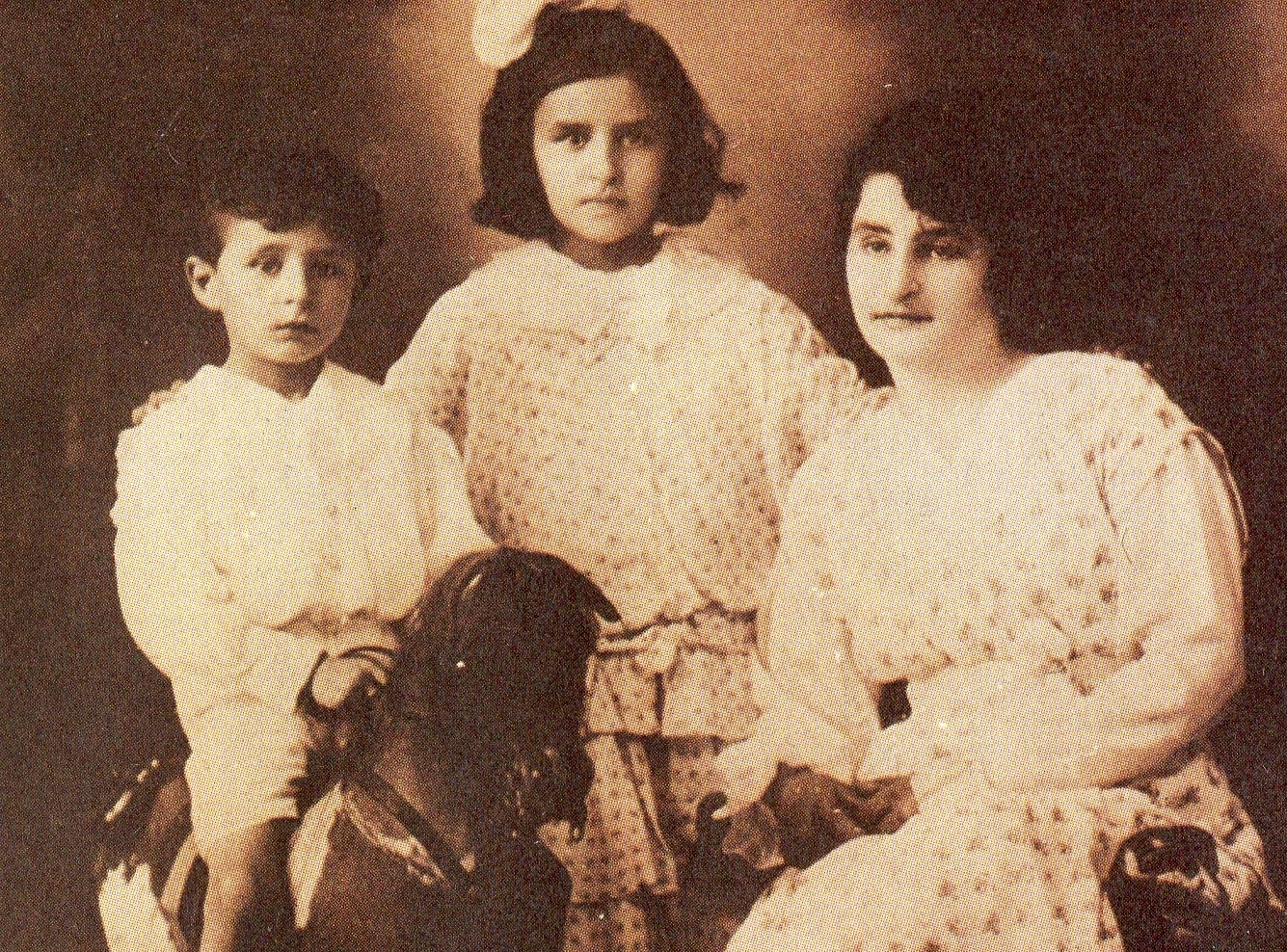
Merello (centro) con su medio hermano Pascual Anselmi (izquierda) y su madre Ana.

Laura Ana Merello —conocida posteriormente como Tita Merello— nació como la hija de Santiago Merello, un chofer porteño, y Ana Gianelli, una planchadora de origen uruguayo, el 11 de octubre de 1904 a las 19 UTC-3 en un conventillo del barrio porteño de San Telmo ubicado en la calle Defensa 715 (actualmente sede de una asociación civil dedicada al patrimonio). Otras versiones no corroboradas afirmaron que pudo haber nacido en Magdalena o en Uruguay.
Su padre murió a causa de tuberculosis cuando Laura Ana contaba con apenas siete meses de edad y su infancia fue de absoluta pobreza. Más tarde, Merello emplearía la frase «el dolor nació conmigo» para referirse a la prematura muerte de su padre, del que sólo conservaba una fotografía. Tuvo una infancia marcada, además, por la falta de cariño; a los cuatro años, fue reconocida por su madre en la partida de nacimiento. En su biografía, Néstor Romano sostuvo que «la niña fue inscripta en el registro civil el 11 de octubre de 1904. Pero en los inicios del siglo XX los padres solían anotar a sus hijos mucho después de haber nacido, por lo que se presume que podría haber llegado al mundo tiempo antes de aquella fecha». La pequeña Laura Ana jamás asistió a la escuela ni tuvo juguetes —su primera muñeca se la regaló su madre a los 40 años—, se desmayó de hambre al momento de tomar la Primera comunión y a los cinco años, fue trasladada a un asilo de Villa Devoto debido a que su madre debía trabajar y no podía hacerse cargo de ella.
Luego de su estadía en el asilo, vivió esporádicamente en Montevideo, donde se desempeñó como sirvienta sin paga. Poco antes de cumplir 10 años, aconsejada por un médico que le diagnosticó erróneamente tuberculosis, fue trasladada con un tío a un campo ubicado en Bartolomé Bavio, cercano al partido de Magdalena, donde trabajaba su madre, para ejercer distintos oficios con el fin de ayudar a su familia, como ordeñar vacas, cortar cardos, preparar asados y limpiar chiqueros, tareas de las cuales señaló: «Trabajaba como un hombrecito, entre los hombres. Pasaban los días, las noches. Nunca un gesto de ternura». La soledad, la pobreza y el abandono emocional marcaron la personalidad de Merello, que en su adultez se definió de niña como una «chica triste, pobre y, además, fea. Presentía que iba a seguir siéndolo siempre. Después descubrí que no hace falta ser bonita. Basta con parecerlo. Soy insolente de nacimiento y temperamento. Y con capacidad para sostener una insolencia... No recuerdo si tuve una infancia precoz. Lo que sé es que fue muy breve. La infancia del pobre siempre es más corta que la del rico». Desde pequeña, mostró cierta rebeldía y tendencia a la agresividad, las cuales utilizó como defensa personal. En 1910, su madre —unida a un hombre de apellido Anselmi— dio a luz a un medio hermano llamado Pascual (1910-2002), con el que tuvo un vínculo de afecto e indiferencia a la vez a lo largo de toda su vida. Sin embargo, fue el único miembro de su familia que permaneció a su lado durante un período de tiempo prolongado, aunque no integró de manera permanente su núcleo familiar.
En 1916, se trasladó con su madre a una vivienda precaria ubicada en la calle Corrientes 1318. Merello pasó hambre en múltiples ocasiones y fue analfabeta hasta la década de 1920. De acuerdo a su testimonio, sólo era capaz de diferenciar la «a» de la «o». Simón Irigoyen Iriondo, bajo la guía de Eduardo Borrás, fue quien le ofreció una educación elemental con ayuda de un diccionario comprado por Merello. Se supone que la relación entre ambos excedió la de profesor y alumna, y aunque Irigoyen Iriondo era casado, Merello no dudó en asistir a su funeral. Poco antes de su muerte, Irigoyen Iriondo comentó que Merello «es terca, muy terca, a veces ella parecía la maestra y yo el alumno. Y no se podía rendir ante la evidencia de que era yo quien enseñaba, es que siempre quería saberlo todo». Uno de los principales biógrafos de la actriz, Néstor Romano, escribió: «Jamás pasó por un conservatorio de arte escénico ni educó su voz en escuelas de canto. Simplemente se hizo en la calle. Sin ayuda de nadie, a fuerza de talento y voluntad, construyó una carrera que la llevó desde los bares del bajo porteño y una cuarta fila de coristas a los primeros planos del tango y el cine nacional».

### Carrera (1917-1985)

#### Ingreso al teatro y primeras grabaciones (1917-1933)

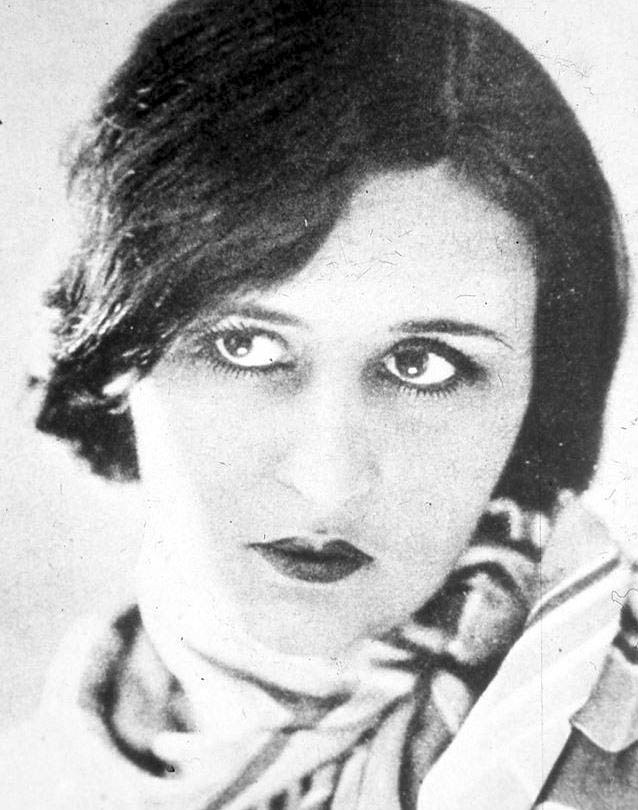
Tita Merello, 1920s.

Empujada por el hambre, Merello comenzó trabajando en un bataclán de la calle 25 de Mayo cuya atracción consistía en un cómico que realizaba un espectáculo subido de tono, Antonio Daglio. Los hombres solían propasarse con ella, de manera que Merello se acostumbró a ese ambiente y comenzó a demostrar su clásica y conocida agresividad. También intervino como corista en la compañía de Rosita Rodríguez en el Teatro Avenida hacia 1917 con el fin de poder solventarse económicamente. Su debut fue en la obra Las vírgenes de Teres (1920), donde reemplazó a una de las intérpretes, pero no significó una buena experiencia ya que el público la desaprobó con silbidos y abucheos. A pesar de que decidió no volver a cantar tras la traumática experiencia, a los pocos meses ejerció presentaciones similares en el Teatro Porteño y en las cafeterías de la Avenida de Mayo, donde adquirió popularidad por su interpretación del tango «Titina». Sus relaciones pasajeras con hombres cultos y vinculados al poder la introdujeron rápidamente en los cafés porteños, los mítines políticos y las mesas de juegos, aunque Merello solía tener negada la palabra y solamente se limitaba a escuchar.

«No empecé por vocación, sino por hambre... Me costó trabajo aprender a vivir, pero aprendí a vivir, a leer, a pensar por mi cuenta. Si fuera verdad que la inteligencia se desarrolla mejor cuando encuentra resistencia, yo tendría que ser la mujer más inteligente del mundo. Fui resistida y resistente».
Tita Merello.

En 1922, prosiguió su carrera en el Teatro Bataclán, ubicado en la zona de locales de escasa categoría del Bajo Flores y considerado de muy bajo nivel, casi pornográfico, donde se presentó con algunas actuaciones eróticas. Sin embargo, su carrera comenzó a ascender y fue así como en 1923, luego de aprender a leer, se integró como vedette del Teatro Maipo en el espectáculo Las modernas Scherezadas, donde cantó su primer tango, «Trago amargo», de Rafael Iriarte, con letra de Julio Navarrine y la dirección de Roberto Lino Cayol, quien la definió con el apelativo de «la vedette rea». Durante su permanencia en ese teatro, acompañó en sus actuaciones a los cómicos Pepe Arias, Marcos Caplán y Luis Arata. El periodista Jorge Göttling, en referencia a sus actuaciones en el Maipo, expresó: «Ella contaba que allí, con ese lúgubre decorado, cantó en público el primer tango, con su voz feroz y desafinada. Alguien intuye el nacimiento de una artista popular: el empresario Roberto Cayol».
En 1925, estrenó el tango «Leguisamo solo» de Modesto Papavero —creado en homenaje al jockey uruguayo Irineo Leguisamo— en la obra «En la raya lo esperamos» de Luis Bayón Herrera en el Teatro Bataclán. Tras varias actuaciones sin trascendencia, su primera aproximación con el denominado «teatro dramático» lo obtuvo en la obra El lazo, escrita por Claudio Martínez Paiva en los años de 1920, donde conoció al empresario propietario del Teatro El Nacional, Pascual Carcavallo, que presentaba algunos de los espectáculos porteños más populares en ese entonces. En 1927, volvió a actuar en el Teatro Maipo junto a Elías Alippi y Sofía Bozán interpretando el tango «Un tropezón» y en una oportunidad, la oyó Carlos Gardel, considerado el mayor exponente del tango, quien comentó que no le agradaba su forma de cantar. En la última entrevista que ofreció Merello en 1994 con Julio Mahárbiz, declaró que Gardel no adquirió reconocimiento por sus condiciones vocales, sino por sus novedosas películas sonoras filmadas en el exterior, y que su popularidad se acrecentó luego de su trágica muerte en 1935.
Merello alternó la actuación con contadas incursiones dentro del ámbito discográfico. En 1927, grabó dos temas para el sello Odeón, los tangos «Te acordás reo» de Emilio Fresedo y «Volvé mi negra» de José María Rizzuti con letra de José Antonio Díaz Gómez —finalmente inéditos—. A fines de los años de 1920, intervino en una película muda totalmente desconocida, cuyas copias desaparecieron y nadie vio jamás, Buenos Aires tenebroso, de la cual no hay registros de fecha, ni de reparto. Merello jamás hizo referencia al filme y, en cambio, siempre se limitó a afirmar que su debut en cine ocurrió con ¡Tango! en 1933. En 1929, grabó otros veinte temas para el sello RCA Victor, entre ellos «Tata... Llevame pal centro», «Che... Pepinito» y «Te has comprado un automóvil». El historiador de tango Oscar del Priore señaló que «Tita y Sofía Bozán —con quien algunos comparaban— serán las grandes creadoras de ese tango humorístico y transgresor. En su caso estaban de más los alardes y los despliegues de técnica vocal. Lo necesario era lo profundo y gracioso de las letras, el apóstrofe crítico o la semblanza personal».
En 1930, Merello recibió el pedido de Libertad Lamarque para reemplazarla en El conventillo de la Paloma, uno de los sainetes más populares de Argentina, escrito por Alberto Vaccarezza. Ahí, compuso el personaje denominado la «Doce pesos», que Lamarque había estrenado inicialmente en 1929. Si bien Lamarque nunca fue amiga de Merello, al igual que ella se había convertido en cantante solista, viajaba por Buenos Aires y el interior interpretando piezas célebres del cancionero popular y provenía de un hogar humilde. El conventillo de la Paloma significó su primera gran oportunidad en el mundo del teatro dado que se extendió a lo largo de mil representaciones. Un año después, la actriz se inició en el periodismo a través de la revista Voces, en la que redactaba crónicas y poemas por los cuales percibía 200 pesos.

#### Llegada al cine (1933-1937)

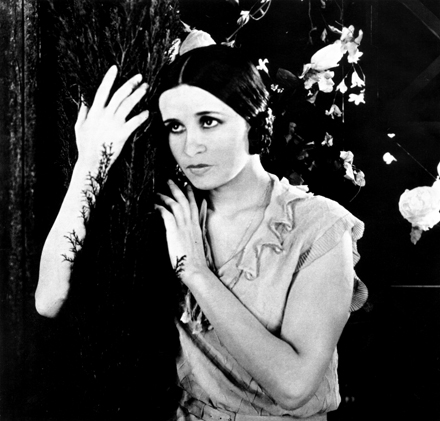
Tita Merello en ¡Tango! (1933), la primera película sonora argentina.

Merello debió haber participado en 1930 del elenco de Luces de Buenos Aires, en los estudios franceses de Joinville, pero el viaje no se concretó por motivos desconocidos. Carlos Gardel, Gloria Guzmán, Sofía Bozàn y Manuel Romero —en el rol de codirector— participaron de la película. Algunos rumores señalaron que Gardel no quería a Merello en el filme, lo que hizo que la actriz se sintiera despreciada. De acuerdo con su biógrafo, Merello llegó a guardarle cierto rencor al «Zorzal criollo» y en reuniones de amigos solía contar cómo había sido la despedida del cantante de la Argentina en una sala de la calle Suipacha: «Observé que muy poco público fue a escucharlo. Esa fue su despedida de la Argentina». Años después, cuando Gardel rechazó una propuesta de Romero para trabajar en El caballo del pueblo (1935), Merello recomendó con el director al joven Juan Carlos Thorry, por entonces cantante de jazz y novio de la actriz, a quien rápidamente contrató. En una de las últimas cartas de Gardel en 1935, remitida a su apoderado desde los Estados Unidos, expresó: «En lugar de la Merello, si vieras una artista más bonita y de su mismo temperamento teatral, es decir, una artista capaz de interpretar con gran realismo un gran papel de maleva, la preferiríamos a la Merello. No se trata de una arrabalera, sino de una especie de Marlene Dietrich criolla, una mujer que sólo se quiere a sí misma y que me va arrastrando bien abajo... pero ya puedes ir tocando a Lusiardo y a la Merello».
La primera actuación registrada de Merello en cine sucedió en ¡Tango! (1933), la primera película sonora argentina, por la cual recibió 200 pesos por cinco días de filmación en donde, por contrato, todos los actores del elenco —Alicia Vignoli, Alberto Gómez, Carmencita Calderón y Luis Sandrini— debían aparecer en los créditos debajo de Libertad Lamarque, la protagonista principal. Merello había firmado el contrato con Argentina Sono Film el 21 de octubre de 1932 y las tareas de rodaje implicaban la presencia de los actores durante seis horas en el estudio. El filme se iniciaba con la presentación de la cantante Azucena Maizani —a pesar de que no volvió a aparecer en el resto de la película— para luego dar lugar a las orquestas de Osvaldo Fresedo, Edgardo Donato, Pedro Maffia, Juan de Dios Filiberto y el dúo Ponzio-Bazán. También significó el debut cinematográfico de Luis Sandrini, posteriormente pareja de Merello, que tampoco tuvo un lugar destacado dentro del reparto. Se estrenó finalmente el 21 de abril de 1933 en el desaparecido cine Real y la idea de contratar a Merello provino de Ángel Mentasti, propietario de la Sono, que además buscaba reunir a artistas populares del teatro y la radio en la primera película sonora nacional.
En teatro, tras el éxito de El conventillo de la Paloma, Merello actuó como primera figura con la compañía de Francisco Canaro en la obra La muchachada del centro (1932), que se mantuvo durante 900 escenificaciones e incluso fue representada en Uruguay, pero ahí la actriz debió ser reemplazada por Elsa O'Connor a causa de una dolencia. En la obra, interpretó los tangos «La muchachada del centro», que da origen al título de la pieza, y «Me enamoré una vez», una milonga de Canaro con letra de Ivo Pelay. Canaro narró la siguiente anécdota con ocasión del estreno: «Cuando ensayábamos La muchachada del centro, Tita se me acercó. Era muy exigente con los ensayos. Siempre quería ensayar a más no poder. Y me alertó: "Ojo, Pirincho, que yo tengo una voz muy chica y usted toca con mucho ruido". En ese entonces, no se usaban micrófonos y es por eso que el o la cantante debían esforzarse para no quedar tapados por la orquesta que los acompañaba. Suavicé la preocupación de Tita. Y cuando llegó la hora de estrenar, su voz no se perdió, como ella temía».

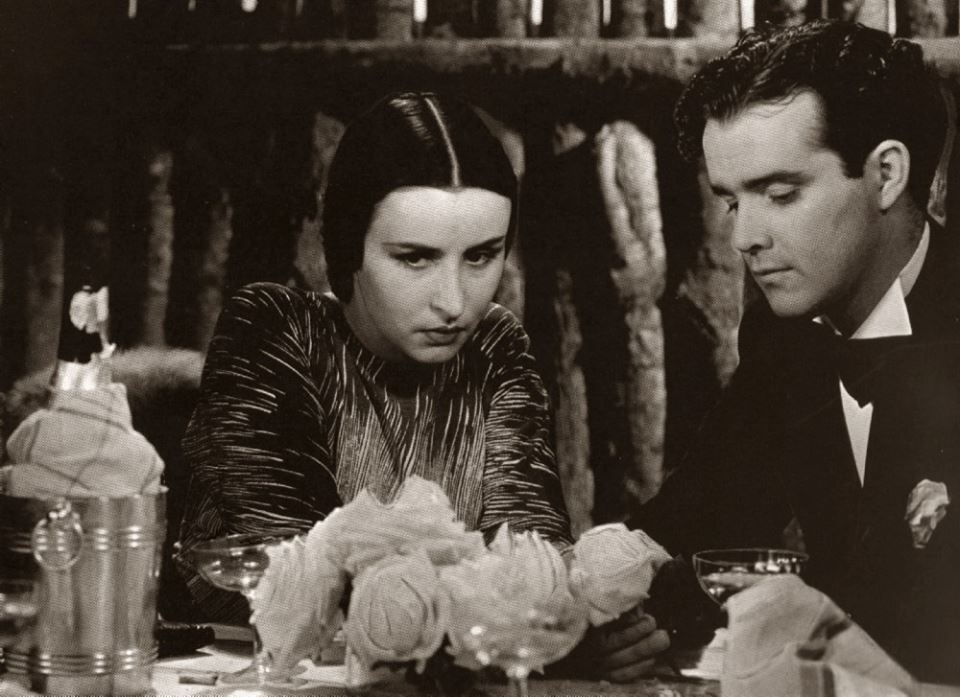
Tita Merello y Fernando Ochoa en Noches de Buenos Aires (1935), producida por los estudios Lumiton.

La actriz volvió a trabajar con Canaro cuando este inauguró su productora Estudios Río de la Plata en 1934 y estrenó Ídolos de la radio, que buscaba rubricar la manera de cómo la radio había invadido los hogares. Posteriormente, interpretó a Dora, un personaje detectivesco, en la película con canciones Noches de Buenos Aires (1935), su primera labor con Manuel Romero. Luego de eso, no recibió propuestas de trabajo en cine por dos años, pero continuó con sus actuaciones en teatro. Se presentó en el Teatro Porteño, donde cantó tres temas que había entonado en ¡Tango!: «La chiflada», «No salgas de tu barrio» y la ranchera «Yo soy así pa'l amor». Curiosamente, recibió una multa de 20 pesos por aparecer en público sin medias de nailon, lo que era considerado un acto de inmoralidad. Ya anciana, señaló con humor el episodio: «Pensar que ahora las mujeres salen totalmente desnudas en un escenario o en las playas. Los tiempos han cambiado. ¡Y cómo! He podido vivir para ver esas transformaciones, esos cambios... ». Más tarde, encabezó una película destinada a cultivar la música popular, Así es el tango (1937), junto a Luisa Vehil. Tenía un papel cómico y le habían asignado un tango de Enrique Cadícamo y Juan Carlos Cobián para estrenar, «Nostalgias», pero luego de ensayarlo, los directores descubrieron que el romanticismo de la canción nada tenía que ver con su personaje y decidieron que fuera interpretado por Luisa Vehil para evitar quebrar el clima del argumento. Según el director Eduardo Morera, «Tita no quedó nada conforme. ¡Ya era temperamental en esa época!». También participaba Tito Lusiardo, de quien Merello dijo una vez: «Él y yo somos el bronce».

#### Revelación enLa fuga(1937-1942)

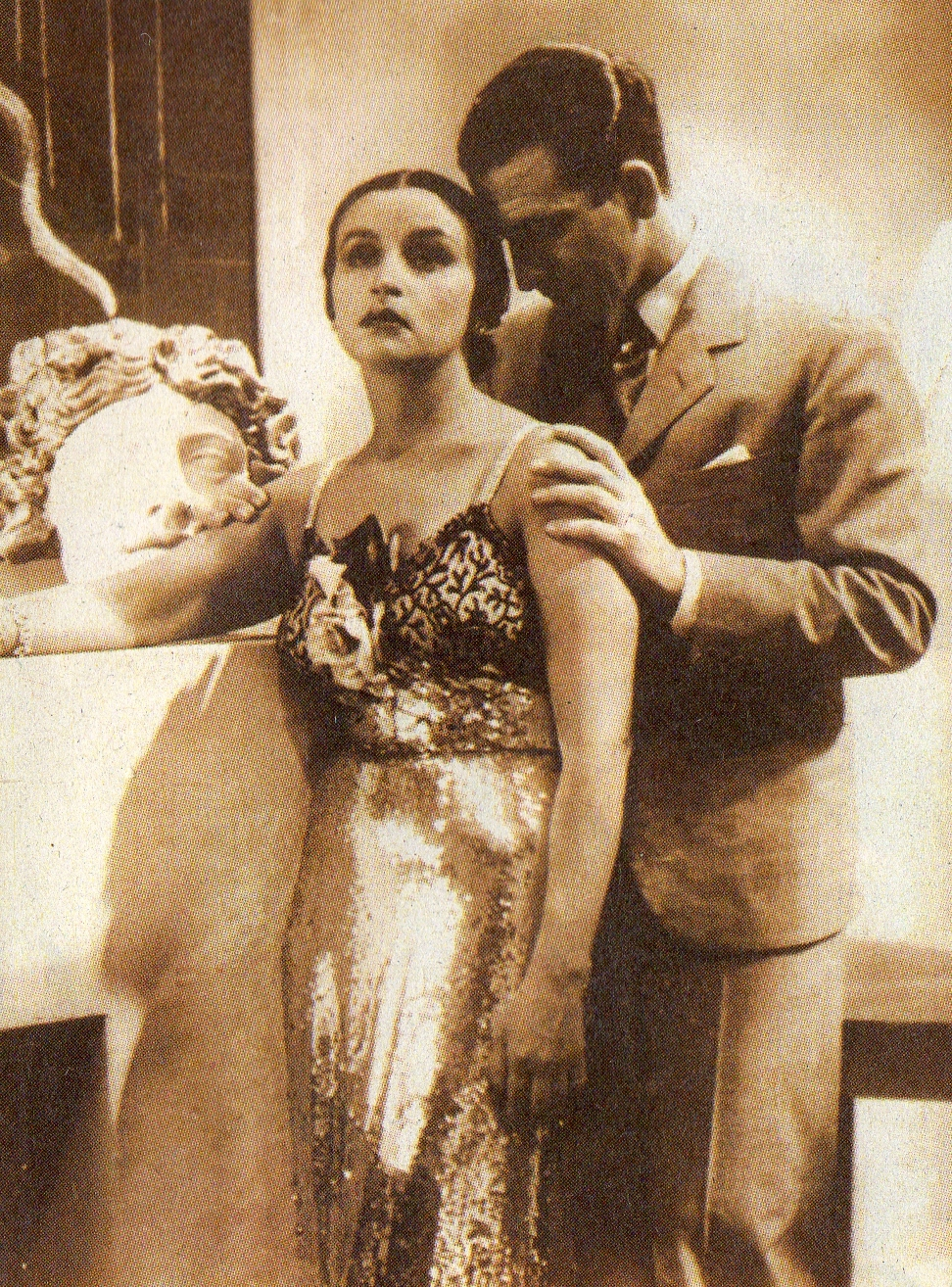
Tita Merello y Santiago Arrieta en La fuga (1937).

Luis Saslavsky estaba dispuesto a revertir su imagen de «director maldito» luego de su fracaso cinematográfico con Crimen a las tres y contrato a Merello  para que formara parte del elenco de La fuga (1937). El director manifestó en una oportunidad: «¿Por qué elegí a Tita para que formara parte del elenco? No sé. Aún me pregunto por qué lo hice. La verdad es que saqué su nombre de alguna de las tantas películas populares de la época. Buscaba una imagen así. Podía ser ella o alguna otra. A mí, en realidad, siempre me gustó Libertad Lamarque. Pero Libertad no daba el papel». El personaje de Merello, que contrastaba con los anteriores, dado que siempre había interpretado a «segudas damas jóvenes», era el de una cantante de cabaret que se relacionaba con un hampón, recreado por Francisco Petrone. El papel de femme fatale significó su revelación como actriz dramática y le dio la posibilidad de interpretar «Niebla del Riachuelo», editado rápidamente por Enrique Cadícamo a pedido del director. Durante el rodaje, mantuvo un romance fugaz con el actor uruguayo Santiago Arrieta.
La película se estrenó el 28 de julio de 1937, distribuida por el sello norteamericano Warner Brothers, en el cine Monumental, al que llamaban la «catedral del cine argentino», porque cada una o dos semanas se estrenaba un filme nacional. La película fue muy elogiada por la crítica, recibió una amplia concurrencia de público y por primera vez se destacó la presencia de Merello en cine de manera superlativa. Las copias de La fuga se perdieron tiempo después a causa de un incendio en los Laboratorios Alex, donde se editó el filme, y se creyeron extintas hasta que apareció un carrete en un sótano de México, recuperado por Guillermo Fernández Jurado, presidente de la Cinemateca Argentina y ex director del Museo del Cine Pablo Ducrós Hicken.

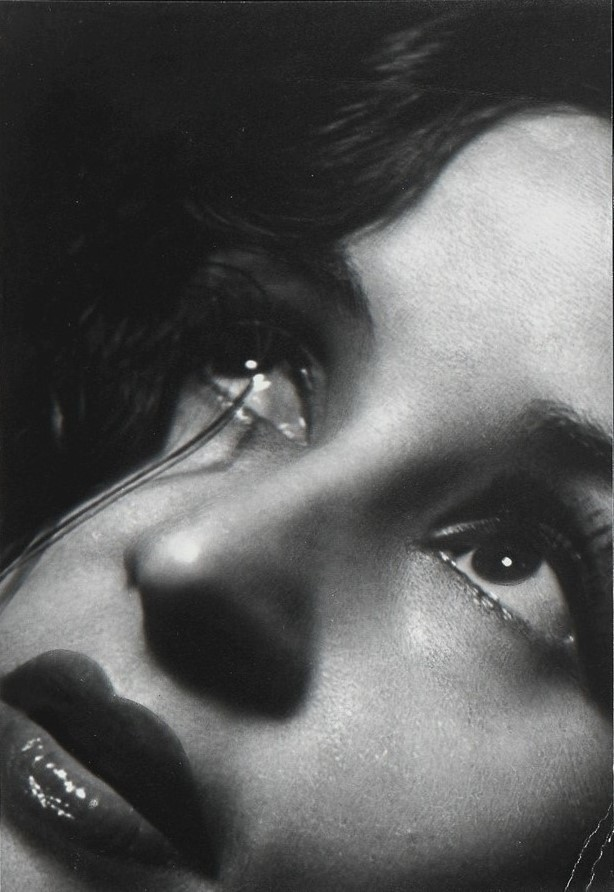
Retrato de Tita Merello por Annemarie Heinrich, 1939.

A pesar del éxito sin precedentes, Merello no volvió a ser convocada en cine hasta 1942, cuando fue nuevamente requerida por Saslavsky para filmar Ceniza al viento, una producción de Eduardo Bedoya para el nuevo sello Baires, inaugurado por los editores del diario Crítica. La actriz componía el papel de una mujer de pasado dudoso que tenía como amante a Pedro Maratea luego de que su expareja, recreada por Pedro López Lagar, hubiera sido arrestada por su culpa y regresara para vengarse. Modificó su peinado, llevando raya al costado y la melena suelta, y el filme —estrenado en el cine Broadway— se destacó, aunque menos que La fuga. A pesar del impasse cinematográfico, continuó trabajando en teatro y también grabó su primer disco de pasta de 78 rpm, una placa con la orquesta de Francisco Canaro, en el que constaban los temas «¡Qué careta!» y «Sos una fiera». Presentó paralelamente en Montevideo la obra Santa María del Buen Ayre (1937), de Enrique Larreta, por la que fue premiada en Uruguay y recibió críticas laudatorias.

#### Luis Sandrini y viaje a México (1942-1948)
En 1942, Merello inició un noviazgo con el actor Luis Sandrini y tuvo escasa participación en la pantalla en lo que duró el romance. En ese año, viajó a Chile para filmar la película 27 millones, con Ana González, que tardó en estrenarse en Argentina y cuando finalmente se hizo en 1947, tuvo una presentación mediocre en salas de segunda categoría. Es uno de los trabajos menos recordados en la filmografía de Merello y ni siquiera se reproduce en ciclos de archivo fílmico de los canales de cable. En su etapa previa al traslado a México, es destacable su labor en la obra teatral Sexteto, una comedia de Ladislas Fodor, donde encabezó el papel de una mujer que descubre una carta de amor en el abrigo de su marido.
Durante el estreno del espectáculo Buenos Aires de ayer y de hoy, Merello generó sorpresa en el público y la prensa por su actuación sumamente histriónica. Canaro, uno de los directores —al igual que Ivo Pelay—, dijo que «mostró dos facetas distintas en ambas épocas de la historia». La obra fue representada no sólo en el Teatro Presidente Alvear, sino también en el Teatro Solís de Montevideo. Durante esa temporada teatral, interpretó «Tranquilo, viejo Venancio» y una milonga identificatoria de su personalidad, «Se dice de mí», con letra de Ivo Pelay y música de Francisco Canaro. Para 1943, el tema era sumamente popular en Argentina, pero fue asociado a Merello con mayor intensidad a partir de su actuación en Mercado de Abasto (1955), con dirección de Lucas Demare, donde interpretó la milonga en una de las escenas. La asociación laboral con Francisco Canaro finalizó en 1944 luego del estreno de Dos corazones, también presentada en el Alvear, donde cantó los tangos «Todo es mentira» y «¿Qué tal?». Cuando terminó la temporada en Buenos Aires, la compañía se presentó en el Teatro Artigas de Montevideo, donde tuvo idéntica recepción. Elena Lucena, Pedro Quartucci, Lalo Malcolm y Chola Luna también formaban parte del elenco.
En 1946, Sandrini fue convocado para trabajar en tres producciones cinematográficas mexicanas, que hizo una a continuación de la otra. Por esos días, la carrera de Merello se había desacelerado y solamente se acercaba a los estudios de filmación por su relación con Sandrini, no por motivos laborales. Mientras él filmaba en los estudios EFA, la actriz arribaba en coche para llevarle una vianda de comida. Al llegar a México, la pareja se vinculó con artistas como Jorge Negrete, Libertad Lamarque, Amanda Ledesma, Enrique Santos Discépolo —Merello fue madrina de su hijo, Enrique Luis—, Víctor Buchino y María Félix, muchos de ellos exiliados argentinos. En tanto, un productor de la empresa Clasa Films Mundiales la convocó para participar en Cinco rostros de mujer, luego de recordar su actuación en La fuga y considerarla una «actriz cabal». El filme contaba con la participación de Arturo de Córdova, Carolina Barret, Ana María Campoy y Pepita Serrador. El director fue Gilberto Martínez Solares y los guiones estuvieron a cargo de Carlos A. Olivari y Sixto Pondal Ríos, quienes también se encargaron de realizar la adaptación del libreto. Ana María Campoy relató en 1994: «Durante la filmación de Cinco rostros de mujer comprobé cómo Tita terminaba su parte y corría a reunirse con Luis. Era un apego total, especial, único. También nos veíamos en reuniones, ellos siempre unidos. Tita cumplió en aquella película un trabajo sobresaliente y fue premiada en un país extranjero. No sé cómo ese gran amor pudo terminar. No lo comprendo... »
Merello llevó a cabo el papel de una mujer de cabaret que seducía al personaje interpretado por Arturo de Córdova, a la vez que entonaba los versos de «Copa de ajenjo». La película se estrenó el 26 de febrero de 1947 en México y recibió un importante apoyo de la crítica. Su labor fue galardonada con el premio Ariel a la Mejor Actriz de Reparto por la Academia Mexicana de Artes y Ciencias Cinematográficas en 1947. Sin embargo, a pesar del éxito inesperado, Merello no volvió a ser contratada en México y en una oportunidad, antes del estreno del filme, comprobó con pesar que su rostro había desaparecido de la publicidad, lo que la ofendió. Al ingresar a los estudios luego del suceso, el portero le preguntó qué película filmaba, a lo que Merello respondió: «Cuatro rostros de mujer (sic), porque el mío es un trasero». Luego de que Sandrini concluyera los tres rodajes, la pareja retornó a Buenos Aires por un pedido del productor Atilio Mentasti para filmar Don Juan Tenorio. Al regresar a su país, la actriz lanzó una comedia, Malena luce sus pistolas (1947), estrenada en el Teatro Casino, donde su nombre lució primero en la cartelera, seguido por el de Alberto Castillo y Blanquita Amaro. Significó la culminación de su etapa de comedias para darle lugar a la de los dramas.

#### Regreso al país yFilomena Marturano(1948-1950)

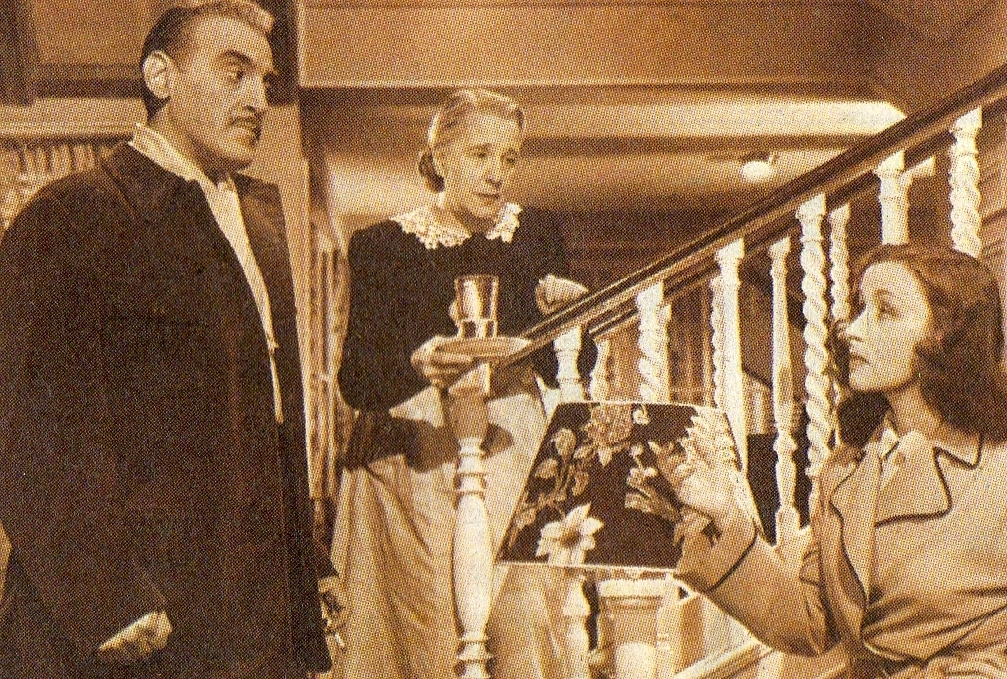
Guillermo Battaglia, Gloria Ferrandiz y Tita Merello en Filomena Marturano (1948).

Sandrini puso muchas expectativas en el lanzamiento de su siguiente película, Don Juan Tenorio, que significaba una oportunidad para lanzarse al extranjero, sobre todo en el mercado español. La única escena que compartieron juntos en ese filme fue en el final, cuando ambos llegan a la Casa del Teatro, como actores mayores ya sin posibilidades de volver a un escenario. Para ese entonces, la relación entre ambos se hallaba desgastada, según podían ver sus allegados, y la crisis estalló cuando Sandrini recibió una propuesta del director Benito Perojo en España para filmar ¡Ole, Torero! en 1948, que significaría su primer trabajo en Europa, y Merello, por su parte, recibió la oferta de un papel protagónico para Filomena Marturano de Eduardo De Filippo. Cuando Sandrini se enteró de que la temporada de teatro comenzaría en diciembre en el Teatro Politeama, le hizo notar que nadie iría a una sala sin refrigeración. Sandrini se enfadó cuando la actriz decidió permanecer en Buenos Aires y no acompañarlo para filmar la película, lo que acabó con la relación sentimental luego de seis años. Sin embargo, Filomena Marturano significó la consolidación de Merello en el mundo del cine y permaneció trece meses en cartelera, mientras que para 1950 se llevó a cabo su versión teatral que contaba con variedad de cuadros musicales. El director De Filippo señaló que «nadie la interpretó mejor que la señora Merello». A raíz de esa actuación, comenzó a ser comparada con las actrices extranjeras Anna Magnani y Bette Davis.

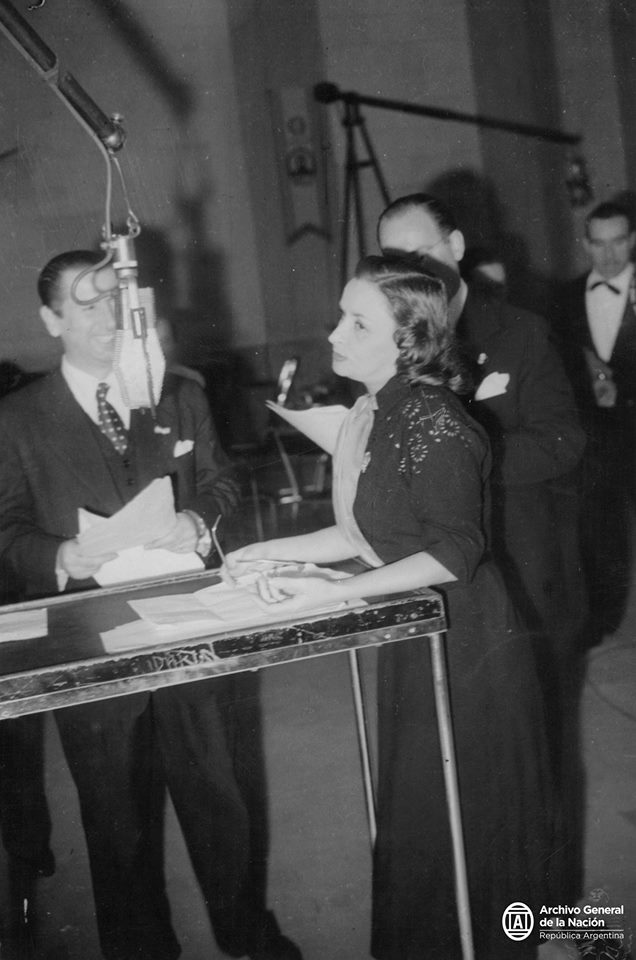
Tita Merello durante una audición organizada por la Subsecretaría de Informaciones en el día de la patria de 1950. Foto del Archivo General de la Nación.

Gracias al éxito de Filomena Marturano, Lumiton convocó a Merello para filmar el thriller policial Morir en su ley, dirigido por Manuel Romero, que a su vez la integró al elenco de La historia del tango, una cabalgata evocativa de la música popular, con Virginia Luque. Merello apareció en el final de la trama, cantando el tango «El choclo». En lo referido a Morir en su ley, fue acompañada por su galán del filme, Roberto Escalada, que representó el personaje de Pedro Amalfi. Se calificó a la película «inconveniente para menores de 14 años» y Merello hizo una interpretación del tango «No aflojés»; se estrenó finalmente en los cines Premier e Ideal. La actriz no volvería a ser dirigida por Manuel Romero, que falleció en 1954. A continuación, Lumiton adquirió los derechos para cine de Filomena Marturano, y bajo la dirección del mismo director que la estrenó en teatro, Luis Mottura, le dio la posibilidad a Merello de protagonizarla en cine. Según su biógrafo, «la adaptación para cine de Filomena... fue buena, pese a que, por momentos, parecía teatro filmado», mientras que una crítica de La Nación, con ocasión de su estreno en cine, comentó que «Tita Merello reproduce en este otro medio de expresión la notable labor que desarrolló en el teatro, adaptándose a las exigencias de la filmación». Guillermo Battaglia, su compañero de elenco, señaló que «Filomena Marturano daba para mucho en teatro. La terquedad de Tita la cortó antes de tiempo, antes de llevarla al cine. Hubiéramos podido durar eternamente en cartel. Fue un milagro». Durante la película, interpretó los tangos «Pipistrela» y «Nací para ser milonga».
Para comienzos de 1950, Merello era cada vez más solicitada para ejercer roles destacados en películas, lo que le impidió prácticamente hacer teatro. Arrabalera, por la cual recibió junto a Santiago Gómez Cou el premio a los mejores actores de 1950 de la Asociación de Cronistas Cinematográficos de la Argentina, estuvo a cargo de Tulio Demicheli y ahí Merello cantó el tango «Tarjeta postal» y «Arrabalera», que dio origen al nombre del filme. De acuerdo con Néstor Romero, «Tita llenaba los cines más que cualquier estrella de la época. El público se emocionaba con ella porque no recitaba, sentía. Su fuerza interior trascendía la pantalla. Todo el mundo suponía que esta mujer había estudiado intensamente teatro, pero nunca lo había hecho. Su fuerza radicaba en una intuición sin límites». Fue su última película con Tito Alonso, ya que más de una vez argumentó que por costumbre no repetía sus elencos. En paralelo, encabezó por radio Ahora habla una mujer, un ciclo microradial transmitido por la Red Privada de Emisoras.

#### Cúspide de su carrera (1950-1955)

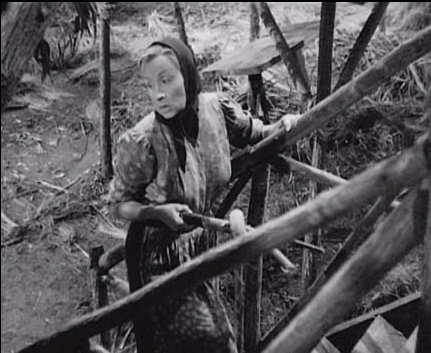
Tita Merello en Los isleros (1951).

En 1950, recibió un libro cinematográfico de Ernesto L. Castro para la filmación de Los isleros con dirección de Lucas Demare, que había obtenido repercusión con Pampa bárbara, Su mejor alumno y La guerra gaucha a lo largo de los años de 1940. Su biógrafo la calificó como «la mejor labor de su extensa galería de grandes personajes». Ahí, Merello interpretó el personaje de La Carancha, una mujer corajuda y sufrida de las islas del Delta del Paraná, en escenarios naturales junto a Arturo García Buhr. Su papel correspondía a una mujer que vivía en un ambiente hostil y, en medio de la falta de recursos y las inclemencias del clima propios de la zona, tiene varios hijos que crecen rápidamente —eran interpretados por Mirtha Torres, Alberto de Mendoza, Daniel Tedeschi y Sergio Renán—. La problemática social que planteaba el filme, con los pobladores de las islas y sus dificultades, le permitió a Demare realizar una de las mayores obras del cine nacional. La Academia de las Artes y Ciencias Cinematográficas de la Argentina la condecoró con el premio a la Mejor Actriz a la vez que el director, demás actores y otros integrantes de la producción, fueron galardonados en diversos rubros. Su actuación en el filme, también conocido como Pasión maldita, fue considerada por los críticos como la mejor de toda su carrera artística, a pesar de que Merello consideraba como sus películas preferidas a Guacho y Amorina.

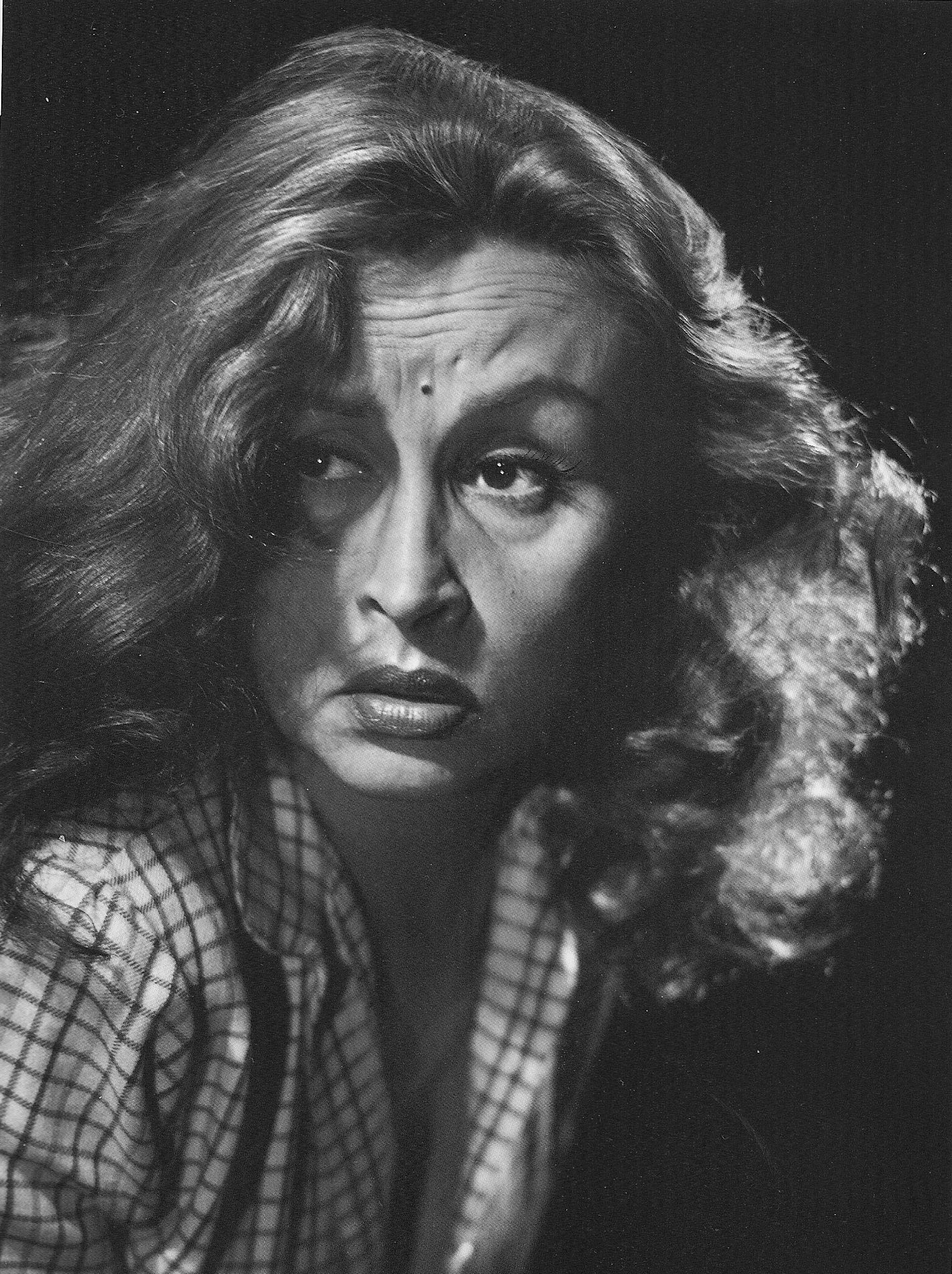
Tita Merello, fotografiada por Annemarie Heinrich en 1952.

Por ese entonces, a raíz de una prohibición que regía desde 1948 para grandes compañías cinematográficas estadounidenses de presentar su material en Argentina, lo que ayudó a consolidar la carrera de muchas figuras nacionales, Estados Unidos comenzó a retacearle película virgen a la Argentina, tal como había sucedido durante la Segunda Guerra Mundial. A partir de septiembre de 1951, se permitió el ingreso de viejos lotes de películas estadounidenses que estratégicamente no podían competir con películas argentinas recientes. De ese modo, películas como Los isleros permanecieron quince semanas en cartel batiendo récords de boletería. Poco después, Artistas Argentinos Asociados la contrató para filmar Vivir un instante y le pidió a su director, Tulio Demicheli, mucha prisa para terminar el rodaje. El objetivo era estrenarla en el cine Gran Rex, con una capacidad mayor que la del Ópera, donde se ofrecía Los isleros. A eso se sumó un accidente automovilístico que sufrió la actriz junto a su entonces pareja Tito Alonso durante un viaje a Luján, por el que se fracturó cinco costillas y un brazo, y debió recibir asistencia en un hospital de Merlo.
Tras una destacada actuación en Pasó en mi barrio (1952), Daniel Tinayre la convocó para filmar Deshonra, un melodrama policial que transcurría en una cárcel de mujeres y estuvo producido por la empresa Interamericana de Juan José Guthmann, que se suicidó en Río de Janeiro luego de la quiebra de su empresa. La película tuvo en su elenco a figuras como Mecha Ortiz, Jorge Rigaud, Guillermo Battaglia y Aída Luz, y las escenas crudas en el presidio debían representar el régimen carcelario antes de la reforma penitenciaria llevada a cabo por el peronismo. Se estrenó el 3 de junio de 1952 en las salas comerciales de Argentina, poco antes del deceso de la primera dama Eva Perón. El papel principal había sido pensado por el director para Amelia Bence, pero finalmente fue otorgado a Fanny Navarro, y Merello personificó a una lisiada de clase alta a lo largo de dos o tres escenas en contraste con los papeles que había desempeñado anteriormente. Luego del estreno, representó en teatro Hombres en mi vida, de Eduardo Pappo, cuya temporada perduró hasta comienzos de 1954 cuando Atilio Mentasti la convocó para protagonizar Guacho, basada en la novela española El jayón, de Concha Espina. Interpretó a la esposa de un marino que engendraba un hijo lisiado y criaba también al hijo que su marido había tenido con una mujer de la zona. El periodista Pedro Ochoa concluyó que Merello «en ocasiones debió defender a sus hijos de sus propios padres. Así sucedió en Pasó en mi barrio, Guacho, Filomena Marturano y Mercado de abasto. Por momentos es una madre posesiva y que llega a la injusticia para sobreproteger a sus hijos... Tita es una actriz versátil que asumió los papeles más disímiles, pero del conjunto de sus películas se destaca un solo personaje».
Rápidamente, Demare le llevó a la actriz otro libreto para rodar Mercado de Abasto (1955), donde tuvo la posibilidad de interpretar y dar a conocer su versión de «Se dice de mí», una milonga que desde entonces se convirtió en su distintivo personal. La escena donde la cantó también es una de las más memorables del cine argentino. Merello intercedió, por otro lado, para que se levantara la veda política que regía sobre Pepe Arias y pudiera acompañarla en la película. Dardo Rubia, un joven actor que tuvo una breve participación en el filme, tuvo un romance con la actriz ese mismo año. Merello interpretaba a una puestera de mercado que es seducida por un malandra, quien luego de tener un hijo con ella cae preso.

#### Fin del apogeo y problemas políticos (1955-1958)

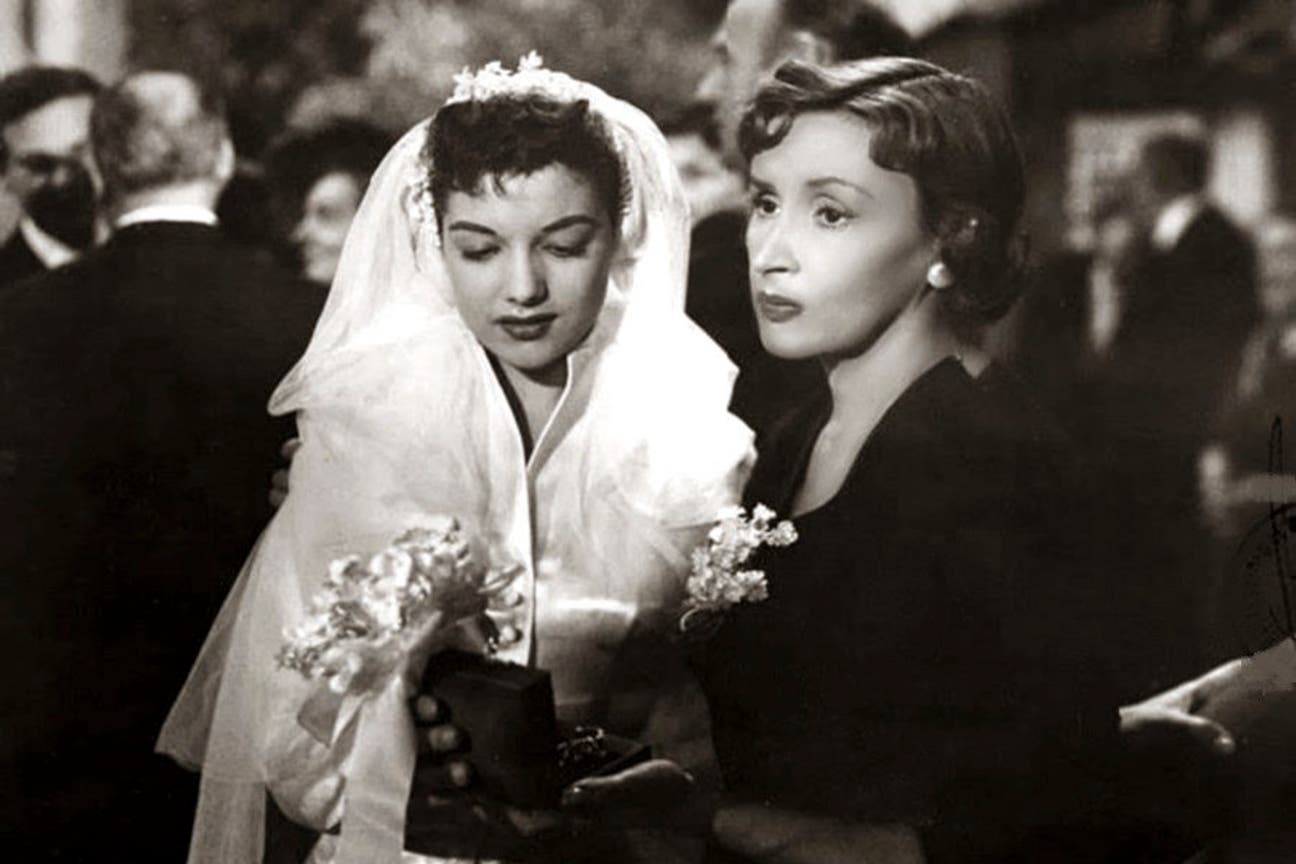
Beatriz Taibo y Tita Merello en Para vestir santos (1955).

En los finales del período donde Merello pudo desplegar sus mejores papeles cinematográficos, fue contratada para crear un personaje radial en la audición Mademoiselle Elise, robes y manteaux-Buenos Aires-Paris, con Luis Tasca, transmitida por Radio El Mundo. En 1955, volvió a ser convocada por Mentasti para protagonizar Para vestir santos, donde filmó por primera vez bajo las órdenes de Leopoldo Torre Nilsson, a quien advirtió: «A mí no me vaya a poner en esos planos torcidos. Quiero la cámara bien derechita». Torre Nilsson nunca se refirió a esa película en años posteriores, lo que a menudo era reprochado por Merello. Durante el gobierno de Juan Domingo Perón (1946-1955), la actividad cinematográfica había sido intensa, en especial para la actriz, pero la suma de favoritismo y censura para lo que escapara de la visión oficialista había afectado la calidad de las producciones. Los problemas políticos con actores y la falta de celuloide habían comenzado durante su mandato y se acentuaron luego de su derrocamiento en 1955 cuando asumió el militar Pedro Eugenio Aramburu. Los artistas vinculados con el peronismo fueron incluidos en listas negras. Producido el golpe de Estado de 1955 y bajo el régimen autodenominado Revolución Libertadora, el gobierno militar aplicó criterios de persecución política. Se generó una grave crisis en el ambiente del cine y las comisiones investigadoras se dedicaron a detectar abusos en la concesión de créditos. Como las producciones resultaban demasiado costosas para desarrollarse sin algún tipo de ayuda estatal, muchos estudios de cine cerraron, y una gran cantidad de actores quedaron sin empleo y debieron exiliarse. Si bien Merello nunca se declaró abiertamente peronista, tras la muerte del Presidente en 1974 expresó públicamente: «Ha muerto una gran esperanza, especialmente de los trabajadores, pero también del país entero. La muerte de una esperanza es un gran dolor. Es cuanto puedo decir por ahora». El último proyecto de Merello antes de los conflictos políticos fue El amor nunca muere, su segundo y último trabajo con Amadori, donde participó del tercer episodio en el rol de una camionera que debía rechazar presentarse en la boda de su hijo, interpretado por Duilio Marzio, por una cuestión de diferencia de clases sociales. El filme se estrenó en agosto de 1955 en el cine Gran Rex y en 45 salas más, coronándose como el fin de la etapa de apogeo en la trayectoria cinematográfica de Merello.
En los meses difíciles que antecedieron a la caída del gobierno de Perón, Merello filmó La morocha (dir. Ralph Pappier), donde recreó a una prostituta que se enamora de un pianista, interpretado por el joven Alfredo Alcón, pero las diferencias de clase impiden el desarrollo de una relación sentimental. Al informarse por parte de la productora Artistas Argentinos Asociados que la película La morocha demoraba en estrenarse —se presentó recién en 1958—, Merello pensó que su carrera podría terminar. Tras el derrocamiento de Perón, comenzó a recibir presiones políticas, restricciones laborales y fue acusada de traficar té desde Sri Lanka por una comisión investigadora, como así también de haberse enriquecido por ello, aunque la denuncia nunca prosperó. Un crítico del espectáculo, Hellen Ferro, había redactado un artículo en De frente, la publicación de John William Cooke, donde vinculaba los fardos de té que habían iniciado la revuelta de las colonias inglesas de los Estados Unidos con una concesión que la actriz había obtenido del gobierno peronista para importarlo. Si bien su carrera había florecido durante el peronismo —aunque no gracias a él—, y jamás intervino en actos políticos, Merello mostraba simpatía por Fanny Navarro: «Es injusto lo que le hacen a esta chica», comentó. En ese contexto, decidió exiliarse en México, donde se hallaban figuras argentinas exiliadas como Libertad Lamarque o Amanda Ledesma. Sin embargo, había fallecido su amigo Jorge Negrete, gran puntapié durante su estadía anterior, y la productora Clasa Films, con la que había trabajado anteriormente, había quebrado. Ante la falta de trabajo —apenas consiguió una pequeña sala para estrenar Antes del desayuno de Eugene O'Neill—, y aterrorizada por un terremoto que asoló a México en 1957, hizo todo lo posible por regresar a la Argentina, pero aún existían restricciones para quienes estaban vinculados de alguna forma al movimiento peronista —Merello, además, había sido fotografiada saludando al presidente Perón en 1954 durante el Festival Internacional de Cine de Mar del Plata—. La veda cesó recién en 1958, tras las elecciones presidenciales que consagraron como presidente a Arturo Frondizi, lo que le permitió retornar definitivamente a Buenos Aires luego de dos años.

#### Retorno a la pantalla y declive profesional (1958-1969)

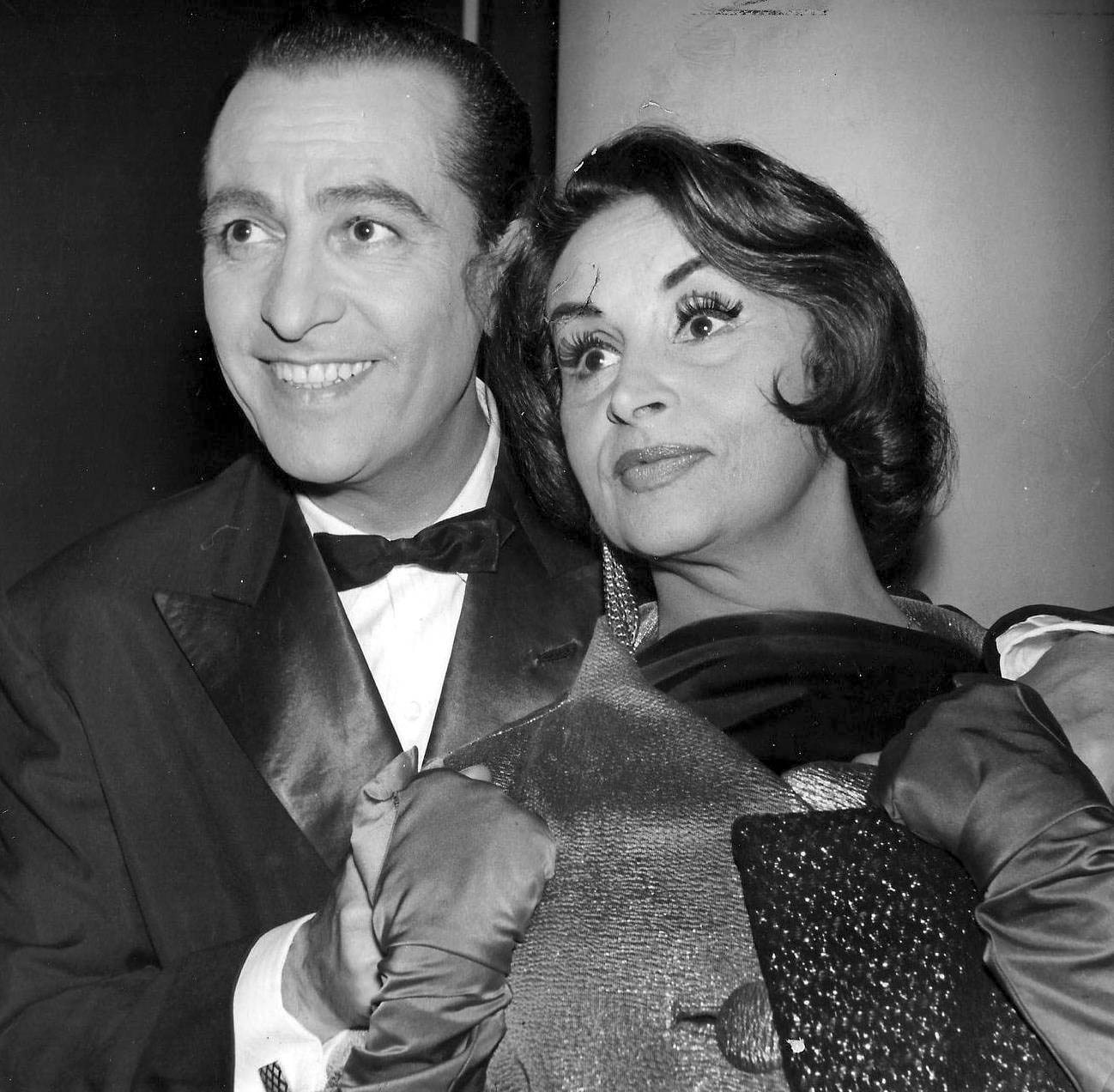
Tita Merello y su amigo Hugo del Carril, que le ofreció oportunidades laborales a su regreso de México y la dirigió en Amorina (1961). La foto pertenece al estreno del filme.

Al regresar a la Argentina, la popularidad de Merello había menguado y su amigo Hugo del Carril, consciente de la coyuntura difícil para algunos artistas, le ofreció realizar unas modestas presentaciones en el Parque Retiro y un parque de diversiones de la localidad de Morón cantando tangos para las clases populares. Volvió al teatro con Amorina (1958), que fue sucedida por Miércoles de ceniza, de Luis Basurto, una obra mexicana que dirigió Cecilio Madanes. Por ese entonces, Merello experimentó síntomas de fatiga y debió ser reemplazada por Eva Franco. En 1960, a los 56 años, la actriz se sometió a una cirugía estética para luego comenzar a filmar la versión cinematográfica de Amorina (1961), que significó su retorno a la pantalla luego de cinco años de ausencia. A raíz de su actuación, recibió el premio que otorgaba en dinero el Instituto Nacional de Cinematografía, que había sido creado en 1957 por Pedro Eugenio Aramburu. Al año siguiente, convocada nuevamente por del Carril, protagonizó Estrellas en el Avenida, un espectáculo de revista con Mariano Mores y Cecilio Madanes. Ambos entablaron una sólida amistad que perduró hasta la muerte de del Carril en 1989 y Merello recordó «cómo me cuidaba en cada uno de los planos... logró sacar de mi interior esa verdad que las actrices necesitamos exteriorizar». Estuvo cerca de ser dirigida por Goffredo Alessandrini, el esposo de Anna Magnani, que había estado en Uruguay en 1959 y había llegado a Buenos Aires con el proyecto de Pascualino 104, para el cual Merello fue convocada. Cuando leyó el guion, lo rechazó, y el filme nunca se concretó por problemas financieros.
Merello desarrolló por esos años una nueva faceta de compositora y escribió por esos años un poema llamado Biografía, como así también compuso un tango, «Llamarada pasional» (1960), dedicado a su viejo amor Luis Sandrini. Yuki Nambá, una actriz que se hizo amiga de Merello por los años de 1950, confesó que Merello conservaba retratos de la niñez de Sandrini en las paredes de su casa, diez años después de su separación. En el otoño de 1961, Merello formó parte de la delegación que viajó al Festival Internacional de Cine de Berlín. Sus apariciones en televisión se acrecentaron considerablemente y llegó a ser la protagonista en 1964 de Acacia Moreno, un teleteatro escrito por el guionista Alberto Migré con la participación especial de Oscar Ferrigno. En televisión, había debutado recién en 1962 con Tangos en mi recuerdo y posteriormente, había realizado Vivimos así, que debió abandonar por problemas de salud.
A comienzos de los años de 1960, rechazó varias propuestas cinematográficas, y se dedicó particularmente al teatro y al canto. De hecho, llegó a grabar cuarenta temas en disco con las orquestas de Carlos Figari y Héctor Varela. Luego de filmar Los evadidos (1964), sus papeles en las siguientes películas en las que intervino fueron de carácter secundario. Se hizo amiga del director Enrique Carreras y la mayor parte de su carrera posterior estuvo ligada a su nombre. Durante 1965, tuvo una aparición en el tercer episodio de La industria del matrimonio, Los hipócritas —basada en el caso policial de la joven Norma Penjerek— y Ritmo nuevo y vieja ola —donde interpretó a una artista de varietés pasada de moda que alardeaba de ser exitosa—. La sola presencia de Merello en los filmes de Carreras lograba en muchas ocasiones elevarlas de la mediocridad.

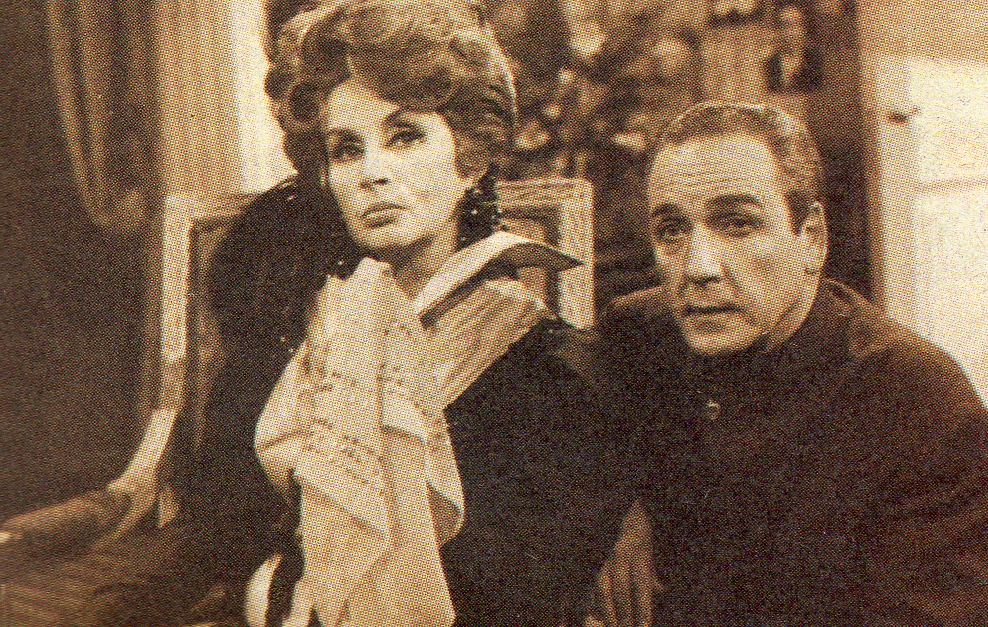
Tita Merello y Osvaldo Miranda en un especial para televisión, Ídolos de entrecasa (1968), que transmitió Canal 13.

En enero de 1966, debutó en teatro al lado de Ernesto Bianco con la obra El andador, que fue un éxito en teatro, pero no tuvo la misma repercusión cuando fue adaptada en cine al año siguiente bajo dirección de Carreras. El realizador la convocó también en ¡Esto es alegría! (1967), dentro de un episodio escrito por ella, y en otro llamado Ídolos de entrecasa, que también hizo en TV con Eduardo Rudy. Merello tenía ahí un cuadro musical donde entonaba «La milonga y yo», de Tito Rivero. El maquillador Vicente Notari recordó que debió hacer que la actriz se viera más joven en la película El andador con una base blanca, dado que debía representar un embarazo y contaba por entonces con 63 años. Sin embargo, los cuidados de Notari no fueron suficientes para devolverle la lozanía a Merello, lo que también se hacía evidente en la necesidad de espaciar sus apariciones teatrales. La última pieza protagonizó se estrenó en el Teatro Presidente Alvear y se tituló La moreira, dirigida por Eduardo Cuitiño. A pesar del éxito cada vez menor que tenían sus producciones, Merello rechazó ofertas para cantar en locales nocturnos y restaurantes, incluso una que le hizo llegar Beba Bidart.
Los problemas de salud comenzaron a aparecer por esos años. En 1966, fue intervenida quirúrgicamente de la vesícula y en 1972, sufrió un accidente por el estallido de una garrafa de gas mientras veraneaba en su casa de Villa Gesell, a lo que se sumó un episodio de intoxicación en 1976 y un diagnóstico de cáncer de cuello uterino en 1980, por el que fue tratada en el Hospital de Clínicas favorablemente. A medida que se aproximó a los 70 años, Merello comenzó a experimentar fobias y manías, y a volverse recelosa y huraña: era reacia a saludar y se molestaba si la tocaban o la besaban, incluso cuando el acercamiento era de sus propios colegas y admiradores. Comenzó a huir de la gente y se trasladó a un pequeño departamento de la calle Rodríguez Peña en el barrio de Recoleta. En una ocasión, una cantina de La Boca la honró en 1967 con una placa «a la mejor actriz del año». Cuando llegó el momento de recibir el reconocimiento, lo rechazó diciendo: «No soy la actriz de este año. Soy la de antes, la de hoy, la de siempre», y fue necesario cambiar la inscripción para que aceptara el honor. Sentía rechazo hacia las clases altas y prefirió acercarse a los más humildes, llegando a orar por ellos. Cuando Patricia Shaw, una actriz proveniente de una familia de alcurnia, fue convocada para Los hipócritas, Merello le espetó: «Deberías dejar este lugar para una actriz que lo necesite». También percibió que la actriz era fóbica a viajar en auto y entraba en pánico a medida que tomaban velocidad. En otra oportunidad, cuando el productor Leonardo Barujel le propuso a Merello salir en gira con una comedia de Norberto Aroldi para paliar el declive de su carrera, le confesó a un amigo que para convencerla «le dije que le iba a dar todo lo que propusiera. A Tita no conviene llevarle la contra».
En 1968, cantó y narró anécdotas en sucesivas presentaciones del exitoso ciclo de TV Sábados circulares, conducido por Pipo Mancera. Le pagaban honorarios acordes a su trayectoria e impuso la costumbre de aconsejar a las mujeres a practicarse exámenes ginecológicos para prevenir enfermedades, en especial el papanicolau. Al año siguiente, intervino en otro filme en episodios de Carreras —el noveno con este director—, ¡Viva la vida!, donde volvió a reiterar su interpretación de «La milonga y yo», que se transformó en su caballo de batalla.

#### La Madre Maríay retiro definitivo (1969-1985)

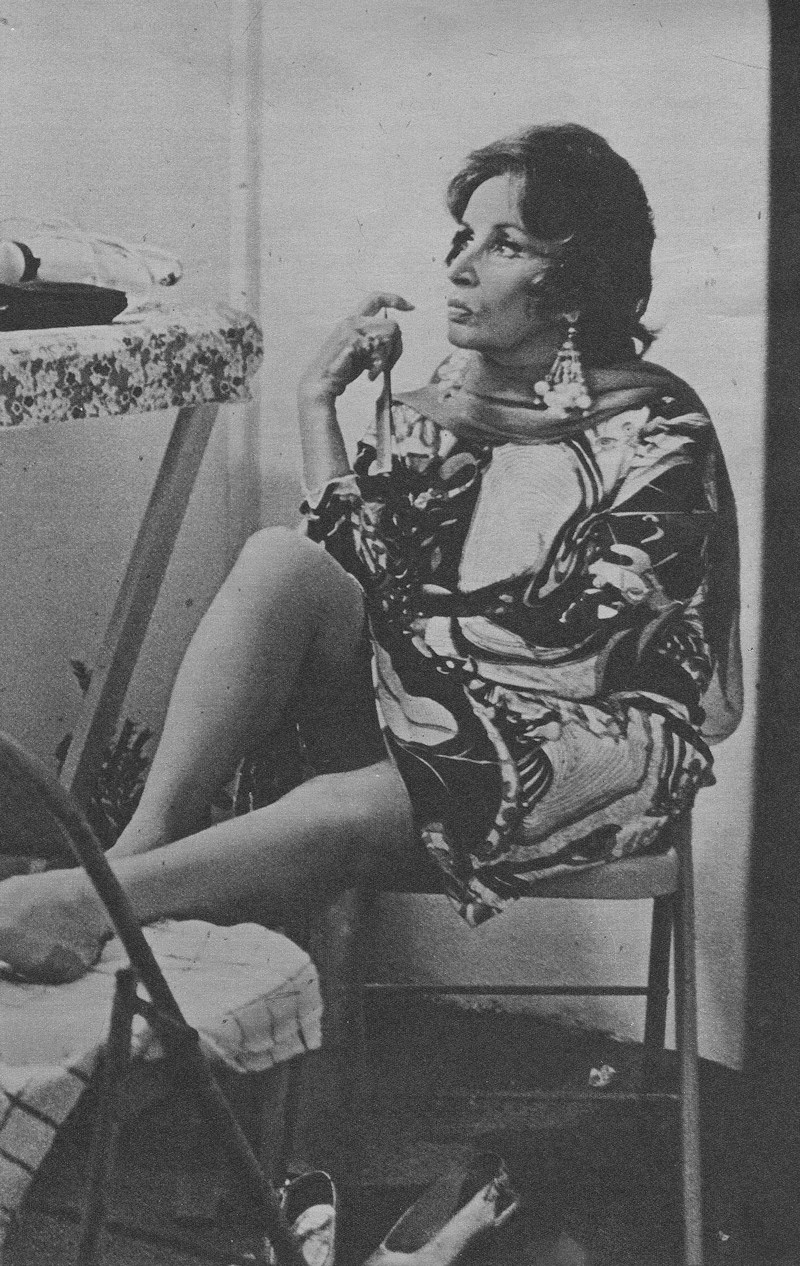
Tita Merello, enero de 1972.

Celebró sus bodas de oro con el espectáculo el 17 de mayo de 1970 en televisión, con la presencia de las más grandes figuras del ambiente artístico. Si bien Merello se negó toda la vida a escribir sus memorias alegando que se llenaría de penas, en octubre de 1972, publicó un libro con reflexiones y pensamientos denominado La calle y yo, donde redactó recuerdos, consejos, algunos versos y poemas de su autoría. Para la inauguración del Teatro Astros en 1973, los hermanos Hugo y Gerardo Sofovich decidieron estrenar su primera obra, En vivo y al desnudo. Libertad Leblanc, la protagonista, exigió como condición que su nombre debía aparecer en soledad por encima del título de la obra, que no podría haber otra actriz de cabello rubio y que ella sería la encargada de elegir el reparto y su dirección. Sin embargo, cuando los empresarios optaron por llamar a Merello, todas las condiciones impuestas fueron subestimadas, dado que la actriz no aceptó aparecer con su nombre después del título. Leblanc, en protesta, se resistió a ensayar e inició un pleito legal por daños y perjuicios que finalmente ganó, por el cual recibió un pago en cuotas. A pesar de eso, Merello logró ocupar el plano central de la obra en la que también intervinieron Olinda Bozán, Susana Brunetti y Beatriz Taibo. En vivo y al desnudo no tuvo éxito desde el punto de vista económico y finalizó su temporada poco después. La obra permitió el reencuentro con Bozán, que se hallaba enemistada con Merello desde los años de 1930 cuando surgieron rumores de romance entre ella y quien fuera su marido, Oscar Valicelli.

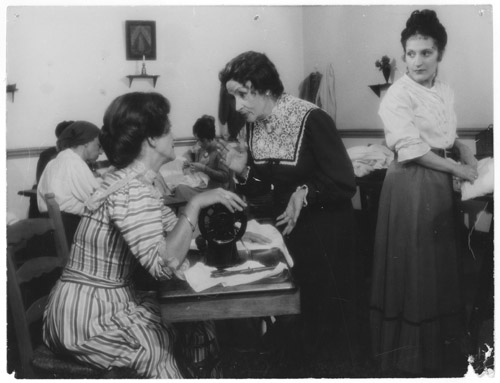
Patricia Castell, Tita Merello y Tina Serrano en La Madre María (1974).

A los 70 años, recibió un papel protagónico para encabezar La Madre María (1974), basada en la historia de vida de la sanadora María Salomé Loredo. Su interpretación de una anciana que transmitía alivio, paz y sanación a los más humildes fue una de las más queridas y aceptadas por el público. El rodaje comenzó en el verano de 1974 bajo altas temperaturas, lo que incomodaba demasiado a Merello ya que debía usar vestuarios muy pesados acordes al contexto de la época, y a la inversa sucedió en invierno. A diferencia de otras películas, la actriz se sometió fácilmente a las exigencias del director Demare. La Madre María se estrenó tres días después del fallecimiento de Juan Domingo Perón, motivo por el cual Demare pensó inicialmente que bajarían las recaudaciones, pero no fue así y la película fue un éxito, coronándose como el último en la trayectoria de Merello. Luego del rodaje del filme, la actriz comenzó a volcarse al misticismo y se recluyó cada vez más. Adquirió una serie de rituales, que incluían oraciones, rigurosa asistencia a misa y colocar flores en pequeños altares de su casa, solo compartida con su perro Corbata. Concurría regularmente a la iglesia de la Merced y a la parroquia del Carmen, en donde recolectaba personalmente la limosna, y adoptó como libro de cabecera Los últimos cinco minutos de Dios, de Alfonso Milagro.
En 1976, debutó en un espectáculo de revista en el Teatro Astros, La risa es salud, donde compartió diálogos con Adolfo Stray. Luego de participar en El canto cuenta su historia (1976, dir. Fernando Ayala), Merello condujo dos ciclos televisivos: Conversando de todo con Tita y Todo Tita, en los cuales brindaba enseñanzas y hablaba sobre hechos de actualidad con su característica verborragia. En 1978, afectada por algunos problemas económicos, volvió a cantar en vivo en lugares populares, al igual que Hugo del Carril. Además, comenzó a recibir una serie de reconocimientos por su trayectoria. En 1980, el Museo del Cine le entregó la Cámara Pathé simultáneamente con Niní Marshall, Delia Garcés, Libertad Lamarque y Mecha Ortiz «en reconocimiento a las primeras figuras del cine nacional». También fue designada Vecina Honorable de Villa Gesell en 1987.
En 1980, se negó a asistir al funeral de Luis Sandrini, aunque reconoció no haber dormido la noche de su muerte, porque se quedó rezando por él hasta la extenuación. El director Alejandro Doria la convocó para un papel dramático en Los miedos que, opacada por el impacto que generaban en ese momento las producciones cómicas de Alberto Olmedo y Jorge Porcel, no tuvo el éxito esperado. En 1983, rechazó un papel para aparecer en el teleteatro Yo soy del '30 alegando no querer memorizar libretos y fue reemplazada por China Zorrilla. En cambio, aceptó —aunque terriblemente insegura— la propuesta de Roberto Fontana para aparecer en Sábado de todos por ATC, donde habló y aconsejó nuevamente, y prácticamente repitió el esquema de Sábados circulares. Se le ofrecía un té con masas, sándwiches y bombones, pero Merello no comía durante el programa y solía pedir que se lo envolvieran para llevar a su casa. Enrique Carreras logró convencerla en 1985 para regresar al cine con Las barras bravas y le permitió modificar los guiones de acuerdo a sus pretensiones; la actriz incluyó algunos chistes procaces. Durante una de las escenas, y a modo de homenaje, aparecía el mausoleo de Sandrini en el Cementerio de la Chacarita, lo que adquiría un doble significado. El filme significó su despedida cinematográfica, dado que no volvió a regresar a la pantalla desde ese entonces. El día del estreno, Libertad Lamarque, con quien había iniciado su carrera, estaba sentada a su lado. Un año antes, Merello también había realizado bajo la dirección de Carreras la que fue su última obra teatral, Para alquilar balcones, que tuvo una temporada en el Teatro Odeón de Mar del Plata.

### Últimos años y reconocimientos (1985-2002)
Desde la década de 1980, molesta por el asedio de los medios periodísticos, Merello redujo sus apariciones públicas y se recluyó en su vivienda de Recoleta, donde cultivó una faceta religiosa y comenzó a resignarse a la prensa. Sus cuadros depresivos se intensificaron y en algunas ocasiones, confesó un intento de acabar con su vida: «Una vez casi me suicido. Estuve tres veces a punto de morir. Y en todas volví a nacer. Dios me salvó». Su vida diaria se repartía entre paseos alrededor de su vivienda junto a su perro Corbata, escasas reuniones sociales y asistencias a misa en la iglesia de la Merced. Ocasionalmente, realizaba llamados telefónicos a programas radiales y televisivos en vivo.
Durante sus últimos años, Merello adquirió popularidad por su larga experiencia y filosofía de vida, que se hacían evidentes durante sus conversaciones televisivas. En 1990, el Consejo Deliberante la declaró Ciudadana ilustre de la Ciudad de Buenos Aires por considerarla un «mito viviente de la iconografía porteña». Un año después, la Asociación Argentina de Actores le entregó el premio Podestá a la Trayectoria en distinción a las más importantes figuras de la escena nacional.
En 1991, grabó su último CD de tango en compañía de Nacha Guevara y en 1992, con ocasión del Día del Amigo, Susana Giménez la invitó a reconciliarse en su programa de televisión con Malvina Pastorino, la viuda de Sandrini. Merello recibió 2500 pesos por su aparición, mientras que Pastorino accedió de manera gratuita. Se refirió a Sandrini como «el que te dije» y ambas brindaron juntas al final del programa. En 1994, al cumplir noventa años, decidió ofrecer su última entrevista televisiva con Julio Mahárbiz en su domicilio. Comentó que Enrique Carreras utilizaría algunos de sus textos para organizar un espectáculo titulado Ídolos de entrecasa, pero el director murió en 1995 víctima de un cáncer.
En 1996, Amalia Lacroze de Fortabat le otorgó el premio Fondo Nacional de las Bellas Artes vía telefónica. El honor consistía en una estatuilla y 20 000 pesos que Merello decidió donar al Hospital de Niños Ricardo Gutiérrez y a la Casa Cuna. Merello efectuó un gesto similar en 1999 cuando vendió su departamento de Barrio Norte y donó la recaudación al Hospital de Niños Dr. Ricardo Gutiérrez.
A pesar de haber perdido la visión en uno de sus ojos y padecer problemas auditivos, Merello siempre mantuvo una buena salud. Sin embargo, el 24 de mayo de 1996 debió ser internada en el Hospital de Clínicas durante tres días a causa de una fuerte hemorragia nasal derivada de un pico de presión. El 11 de enero de 1998, debió someterse a un chequeo cardiovascular y análisis debido a una serie de mareos que padeció en su domicilio. El parte médico emitido desde la entidad comunicaba que su estado de salud era «satisfactorio y con parámetros normales». Luego de la internación, tomó la decisión de trasladarse por su propia cuenta a la Fundación Favaloro con el objetivo de efectuarse una revisión general. Tras recibir un permiso de su director, René Favaloro, optó por permanecer ahí hasta su muerte y recibir atención médica permanente a causa de su avanzada edad. Prácticamente, abandonó su actividad pública, aunque eventualmente llamaba por teléfono a Radio Continental y a un comentarista de Radio 10, Esteban Mirol, por quien sentía una gran simpatía. Continuó recibiendo también visitas de algunos amigos, como Juan Carlos Calabró, Cacho Castaña, Eduardo Dosisto, Julio Mahárbiz y Ben Molar.
Durante un breve período, Merello recibió un subsidio de 800 pesos por el Instituto Nacional de Cine y Artes Audiovisuales, presidida por su amigo Julio Mahárbiz, que le era entregado también a la veterana actriz Sabina Olmos. No obstante, cuando dejó de estar al frente del organismo, el subsidio se suprimió. A pesar de eso, Mahárbiz continuó pagándolo de su bolsillo para que Merello no afrontara necesidades económicas y el presidente Carlos Menem también le hizo girar dinero. Por iniciativa de Mahárbiz, se bautizó con su nombre un complejo de cines arrendados por el INCAA e inaugurado en enero de 1996 donde estaba emplazado el viejo cine Suipacha. Cuando en 1999 se enteró del suicidio de Sabina Olmos, de entonces 85 años, expresó: «No supo esperar». Luego del mismo episodio ocurrido con René Favaloro en julio de 2000, Merello se mostró muy acongojada, culpó a todos los argentinos del hecho y reflexionó: «Los hombres y mujeres de la Fundación nos quedamos sin padre. Tengo un retrato de él en mi altar». En abril de 2000, recibió en la Fundación al candidato a jefe de Gobierno Domingo Cavallo, a quien apoyó públicamente, y en agosto de 2001, comenzó a sufrir cuadros depresivos con mayor intensidad. En noviembre, fue trasladada en silla de ruedas a la sede de Radio Colonia acompañada por su ayudante para visitar a Julio Mahárbiz, que recientemente había sido procesado legalmente por varias irregularidades en el traspaso de fondos del Festival de Cine de Mar del Plata. Durante su breve visita, manifestó: «Antes de iniciar el viaje, quería cumplir con esta obligación de estar al lado de alguien que hizo mucho por mí, al que le debo un profundo agradecimiento».

### Fallecimiento
Los decesos de Favaloro y su hermano Pascual en julio de 2000 y octubre de 2002 respectivamente deprimieron aún más a Merello. En diciembre de 2002, fue diagnosticada con un cáncer de mama con metástasis cerebral, pero se decidió no someterla a tratamiento. Merello falleció a los 98 años por causas naturales, mientras dormía a las 12.40 UTC-3, en la Nochebuena de 2002 en su habitación del noveno piso de la Fundación Favaloro. Su director, Eduardo Gabe, manifestó a la prensa que su salud «se fue deteriorando progresivamente debido a la edad y afectó otras funciones como la respiratoria y cardíaca». El actor Osvaldo Miranda señaló que «era una muy buena mujer, aunque ella se empeñase en que la gente la creyese mala» y dijo que «me da la impresión de que se ha ido el último monstruo sagrado».
Sus restos fueron trasladados a la iglesia San Pedro Telmo, donde se llevó a cabo un servicio memorial con asistencia de familiares y personalidades del ambiente artístico. Luego de la ceremonia, se inició un cortejo fúnebre escoltado por el Regimiento de Patricios, al que asistió un centenar de personas. Se detuvo un momento en el conventillo donde pasó su infancia para luego proseguir camino hasta el cementerio de la Chacarita, donde sus restos fueron incinerados y depositados en el Panteón de la Sociedad Argentina de Autores y Compositores (SADAIC). El dinero pensado para arreglos florales, a pedido de la actriz, fue donado a la Fundación donde vivió sus últimos años.

### Vida personal

#### Luis Sandrini
Si bien Merello jamás se casó ni tuvo hijos, estuvo vinculada sentimentalmente con varios compañeros de elenco como Arturo García Buhr, Luis Sandrini, Oscar Valicelli, Juan Carlos Thorry y Tito Alonso. La prensa rosa señaló que la actriz también tuvo romances fugaces con Adolfo García Grau, Santiago Arrieta, Luis Arata, Jorge Salcedo, Héctor Calcaño,  Alfredo Alcón, Jorge Morales, Alberto de Mendoza y Alejandro Rey, los cuales nunca fueron corroborados.

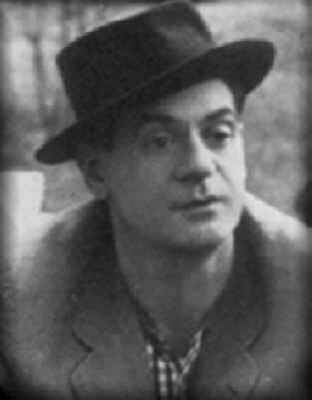
Luis Sandrini.

Probablemente, la relación más importante en la vida de la actriz fue la que mantuvo con el actor Luis Sandrini. Merello conoció a Sandrini en 1933 durante el rodaje de la película ¡Tango!, cuando aún estaba casado con la actriz Chela Cordero, trece años mayor que él. La relación terminó cuando Sandrini comenzó a salir con Merello en 1942. Más tarde, Merello confesó que cuando se enteró de que Cordero había sido internada en un sanatorio gravemente enferma en 1982, concurrió a visitarla y le espetó: «¡Perdone, señora, por todo el daño que le hice!». Mientras él filmaba en los estudios EFA, la actriz arribaba en coche para llevarle una vianda de comida, y así lo hizo hasta el final de la relación. Merello abandonó prácticamente su carrera para acompañar la del actor y en 1946, cuando ambos partieron a México, se vincularon con otros artistas exiliados como Hugo del Carril, Ana María Lynch, Libertad Lamarque, Alfredo Malerba y Enrique Discépolo —ambos fueron padrinos de su hijo en 1947—. En 1948, Sandrini fue convocado para filmar en España ¡Ole, Torero! con Benito Perojo, pero Merello decidió permanecer en Buenos Aires para filmar Filomena Marturano, que significó su consagración. Cuando Sandrini se enteró de que la temporada de teatro comenzaría en diciembre en el Teatro Politeama, le hizo notar que nadie iría a una sala sin refrigeración. Luego de una discusión marital revelada en el libro biográfico de Néstor Romano, Se dice de mí, la pareja se disolvió luego de seis años.
En 1949, cuando Malisa Zini abandonó la compañía teatral que integraba Sandrini, el actor decidió llamar a la joven actriz Malvina Pastorino para su reemplazo. Pastorino confesó que «cuando lo conocí me inquietó. Me elogió las piernas y me sentí cohibida, pues tenía fama de "Don Juan": siempre había chicas revoloteando a su alrededor... Luis comenzó a cortejarme como un novio formal. Me hice amiga de su madre [Rosa] y fue a mi casa materna a pedir mi mano. Me enamoré. Hicimos un pacto: no hablar nunca de nuestros respectivos pasados». Sandrini y Pastorino se casaron el 20 de mayo de 1952 en Uruguay, luego en la parroquia de San Isidro y el matrimonio tuvo dos hijas, Malvita y Sandra.
Merello nunca se repuso de su separación con Sandrini y solía recordarlo a menudo —de hecho, le dedicó uno de sus tangos, «Llamarada pasional»—, motivo por el cual fue incapaz de formalizar otras relaciones. En una ocasión, definió su relación con Sandrini como algo «hermoso, tibio, impregnado de sinceridad» y continuó: «Tuve un gran amor y lo llevo en la cartera, que es lo mismo que tenerlo en el alma». Ana María Campoy, su compañera de rodaje en Cinco rostros de mujer, comentó cómo Merello modificó su carácter difícil y se mostraba dócil con Sandrini: «Sandrini amaba a Tita con toda intensidad. Durante la filmación comprobé cómo Tita terminaba su parte y corría a reunirse con Luis. Era un apego total, especial, único. No sé cómo ese amor pudo terminar. No lo comprendo».
Sandrini falleció en julio de 1980 luego de once días de agonía a causa de un colapso vascular. Merello no asistió a su funeral en el Teatro Presidente Alvear ni a sus exequias en el cementerio de la Chacarita; en cambio, apareció en televisión y manifestó: «Permitíme, Malvina, que lo llore con vos». Al día siguiente de la muerte de Sandrini, confesó haber rezado durante toda la noche y su actitud provocó la indignación de Pastorino. En 1992, ambas fueron entrevistadas para el talk-show de Susana Giménez, donde Merello afirmó: «Cada una se quedó con un sector del amor. Fueron dos momentos diferentes en su vida», a lo que Pastorino agregó: «Siempre fuimos dos líneas paralelas que jamás pudieron cruzarse. Cada una anduvo por su lado». La aparición de ambas en televisión alcanzó 25,5 puntos de índice de audiencia.

#### Ideología política
Merello se definía como una «pacifista» por sobre todas las cosas, era aficionada a los pensamientos de Gandhi y se posicionaba en favor del régimen democrático. Arengaba al público a votar por lo que pensaba y creía justo, pero no por lo que ofrecían los políticos, «porque después uno se siente decepcionado». Respecto a su prohibición en la época de la Revolución Libertadora, Merello solía explicar que «a mí me embarcaron en el peronismo como a toda persona que era muy popular en esa época. Pero nunca estuve afiliada. Además, pienso que habiendo muerto Perón la palabra peronismo debe desaparecer. Peronismo era el de Perón. Ahora tendrán sus ideas». Consideraba a la política socialista Alicia Moreau de Justo un «ejemplo de conducta cívica» y compró un clavel rojo —el color de los socialistas— el día de su fallecimiento, que guardaba en un cofre a modo de homenaje. Sentía la tristeza de los ciudadanos en épocas de crisis como si fuera la suya, y a menudo se indignaba en televisión por las injusticias sociales que ocurrían no sólo en su país sino a nivel mundial. En su vejez, apoyó desde diversos medios de comunicación el gobierno de Carlos Menem, como así también las medidas económicas de Domingo Cavallo.

#### Personalidad
Merello era hosca, cultivaba estrictamente su privacidad y esquivaba los reportajes, y si los concedía, descolocaba a los periodistas contestando improperios. Enrique Raab de La Opinión, sin embargo, señalaba que había una personalidad antagónica detrás de su apariencia: «Vale la pena intentar acercarse a este último y único gran mito de Buenos Aires para volver a encontrar, bajo la capa de hosquedad premeditada, la timidez; bajo la agresividad, el pudor; bajo la paz y la serenidad proclamadas, un gotoso egocentrismo que incurre, una y otra vez, en la más desenfadada de las maledicencias». La letra de la milonga «Se dice de mí» refleja un poco los comentarios que pululaban alrededor de ella en los años de 1930 y 1940: «Se dice que soy fiera/Que camino a lo malevo/Que soy chueca y que me muevo/Con un aire compadrón/Yo se que muchos que desprecian, comprar, quieren/Y suspiran y se mueren cuando piensan en mi amor/Y más de uno se derrite si suspiro/Y se quedan si los miro resoplando como un Ford».
María Aurelia Bisutti, que compartió una filmación con la actriz, comentó que «siempre tuve a Tita como una mujer con mucho carácter y dueña de un humor que a veces era hasta ácido... Tenía una forma de ser muy definida: respetaba todo lo que la rodeaba y no contaba cosas de su vida. Era muy reservada y especial. Honestamente me habría gustado conocerla un poco más, pero no era fácil para abrirse; siempre ponía distancias entre su vida y las de los demás». La vocalista María Volonté consideró que «todas las cantantes de tango hemos tomado algo de Tita Merello. Tenía una forma de cantar muy especial, una imagen sorprendente y también era digna de elogio la teatralización que hacía de sus interpretaciones». La propia Merello se definía a sí misma de la siguiente manera: «Yo no soy ni buena ni mala, estoy en el término medio como persona», y desde muy joven mostró cierta ambición, insolencia y convencimiento: en un reportaje de los años de 1930, señaló que «voy a ser la gran actriz de Buenos Aires. No sé cuándo. No me interesa pero lo seré. Y no crean que esto es una insolencia o una pretensión. No sé si esto será cuando tenga 45 años, pero de que lo seré, estoy convencida».
Solía restar importancia a su trascendencia en el espectáculo, aunque no le gustaba que la ignorasen por completo, y le impresionaban la hipocresía, la falta de autenticidad y los cambios de sus contemporáneos a través del tiempo: «Lo vi ayer a Balbín, en la reunión con el Presidente... y lo que dijo ahora me parece que hace veinte años no lo hubiera dicho». A medida que fue envejeciendo, sus orígenes, los personajes de mujeres pobres y sufridas que recreaba en pantalla, como así también sus desgracias personales, la hicieron comprender que debía apoyarse en la fe y el cristianismo, llegando a decir que «he encontrado la paz de Dios, aprendiendo que es más importante dar que recibir».

## Filmografía
Su filmografía, comprendida entre 1933 y 1985, contiene más de treinta películas, entre ellas ¡Tango!, Filomena Marturano, Mercado de abasto y La Madre María, casi todas pertenecientes al género dramático. Definida como «una actriz temperamental y versátil ligada al tango», Merello debutó en los comienzos del cine sonoro argentino cuando filmó ¡Tango!, de Luis Moglia Barth, donde el director optó por contratar a cantantes, orquestas, bailarines y actores de teatro principalmente. Acompañada por Ernesto Ponzio y Juan Carlos Bazán, ahí cantó el tango «Yo soy así pa´l amor». Durante los años siguientes de la década de 1930, continuó participando con frecuencia en filmes musicales como Así es el tango (1936), en el que bailó con Tito Lusiardo y fue dirigida por Eduardo Morera, hasta que obtuvo su primer papel importante en La fuga (1937), un policial humorístico calificado por los críticos de cine como su «revelación como actriz». Ahí, Merello estrenó el tango «Nieblas del Riachuelo», compuesto por Juan Carlos Cobián con letra de Enrique Cadícamo. Volvió a trabajar con Luis Saslavsky, director del filme, en 1942 en Ceniza al viento.
En 1946, fue convocada en México para desempeñar el papel principal de Cinco rostros de mujer junto a Arturo de Córdova, filme por el cual obtuvo el premio Ariel como Mejor actriz de cuadro. De nuevo en Argentina, adquirió relevancia luego de encabezar Morir en su ley, donde interpretó el personaje de la esposa de un pistolero —individuo que hace profesión del uso de la pistola para cometer asaltos— que quiere alejarse de él, se enamora y sufre un desengaño que la lleva a la muerte. Sus éxitos más relevantes tuvieron lugar en la década de 1950, período en el que protagonizó 11 películas.
En 1951, protagonizó con Arturo García Buhr y dirección de Lucas Demare Los isleros, que relata la vida de los pobladores del Delta del Paraná. Su labor mereció el premio a la Mejor Actriz de la Academia de las Artes y Ciencias Cinematográficas de la Argentina y de la Asociación de Cronistas Cinematográficos de la Argentina. En 1955, de nuevo con el mismo director, encabezó Mercado de abasto, donde presentó por primera vez en cine la milonga «Se dice de mí».
En la mayoría de sus filmes, encaró personajes de madres solteras o mujeres desamparadas que, en un contexto de bajos recursos, debían proteger a otros integrantes de su familia, tal como ocurrió en Para vestir santos, Pasó en mi barrio, Guacho, Filomena Marturano y Mercado de abasto. En Los isleros (1951), una de sus películas más destacadas, cumplió el papel de una madre posesiva que llega a la injusticia para sobreproteger a sus hijos.
En la década de 1960, generalmente dirigida por Hugo del Carril o Enrique Carreras, incursionó en una serie de películas que no tuvieron demasiado éxito en comparación con las anteriores. La versión teatral de Amorina de 1957 fue llevada al cine en 1961 y le valió el premio a la Mejor Actriz del Instituto Nacional de Cinematografía. Participó como actriz y guionista en ¡Esto es alegría! y en 1974, se estrenó en la sala Normandie La Madre María, basada en la vida de la Madre María (María Salomé Loredo, 1854-1928). Ahí, estuvo secundada por diversos actores como María José Demare, José Slavin, Tina Serrano y Marta Gam. Por otra parte, varios fragmentos de sus grabaciones fueron utilizadas en la película que relata la historia del folclore y el tango argentino, El canto cuenta su historia (1976), que contó con la animación de Julio Mahárbiz y el auspicio de Aries Cinematográfica Argentina. Sus últimos trabajos fueron en 1980 y 1985 respectivamente, cuando secundó a María Leal y Soledad Silveyra en Los miedos y acompañó, a los 80 años, a Mercedes Carreras en Las barras bravas.

## Discografía
En 1927, debutó con un disco de dos temas, «¿Te acordás, reo?» y «Volvé, mi negra», el cual grabó con la compañía musical Odeón. En 1929 editó diez discos con veinte canciones, esta vez para RCA Victor, que contuvieron tangos como «Qué careta», «Che, bacana», «Paquetín paquetón» y «No te hagas curar». Según señaló el periodista Jorge Palacio, la mayoría de los tangos interpretados por Merello en sus comienzos poseían letras «humorísticas». A fines de la década de 1920, dejó de grabar hasta 1954, cuando produjo siete discos para Odeón en el período de un año acompañada por la orquesta de Francisco Canaro.
Si bien la carrera discográfica de Merello no es demasiado extensa, interpretó diversas canciones en sus películas. Es ampliamente recordada por su interpretación de «Se dice de mí» y «La milonga y yo», cuyas letras se vinculaban con su fuerte carácter y personalidad. Empleaba, además de una notable expresividad y gestualidad, una voz rígida y grave al momento de cantar que discrepaba con el tono agudo propio de las cantantes de la época. «Llamarada pasional», compuesta por ella misma y con música de Héctor Stamponi, fue dedicada a su pareja Luis Sandrini, y entre los temas que integraron su repertorio, se hallan «Qué careta», «Che, pepinito», «Te has comprado un automóvil» y «Garufa». A lo largo de toda su carrera musical cantó melodías de diversos géneros musicales como el bolero, el tango, la ranchera y la milonga.
Al igual que Libertad Lamarque, sus películas se caracterizaban por la presencia de cuadros musicales tangueros. En Filomena Marturano (1949) cantó «Pipistrela», con letra de Fernando Ochoa y música de Juan Canaro, mientras que en Viva la vida, dirigida por Enrique Carreras, interpretó «La milonga y yo», escrita especialmente para ella por Leopoldo Díaz Vélez con música de Tito Ribero. El director de orquesta y arreglador Víctor Buchino trabajó con Merello en sus recitales en México y en los filmes Arrabalera, Filomena Marturano y Morir en su ley, además de ser pianista para la grabación de «No aflojés».
Entre 1964 y 1965, luego de un lapso de inactividad, retornó al medio discográfico con la orquesta de Carlos Figari y produjo canciones como «Graciela oscura», «Soledad, la de Barracas», «Me enamoré una vez» y «Che, Bartolo». Permaneció trabajando con Figari hasta 1969 y diez años después, grabó un disco con la orquesta de Héctor Varela. Su último registro ocurrió en 1991 cuando grabó «Se dice de mí» para el disco de Nacha Guevara, «Heavy Tango».

## Legado

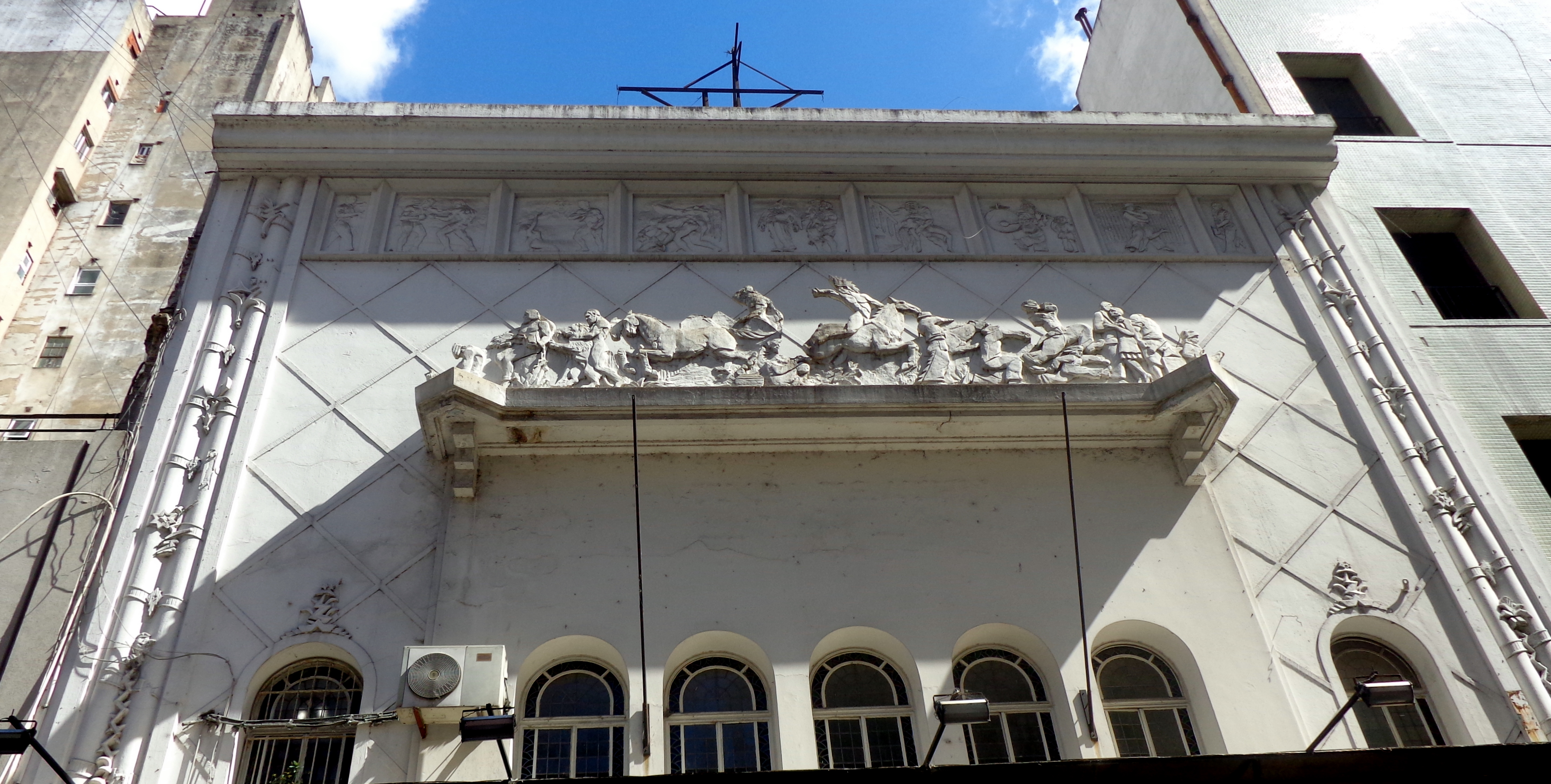
El Complejo Tita Merello.

A comienzos de la década de 1990, el músico Osvaldo Pugliese le dedicó un tango instrumental titulado «Para Tita» y el cantante Cacho Castaña le compuso el tema musical «Tita de Buenos Aires». En 1993, la Asociación Amigos de la Avenida Corrientes descubrió un monumento construido frente a su antigua casa tras una propuesta de Eduardo Dosisto y en 1995, el Instituto Nacional de Cine y Artes Audiovisuales (INCAA) fundó el Complejo Tita Merello, un cine especializado en películas argentinas que funcionó hasta 2010.
En diciembre de 1999, se inauguró una plaza con su nombre en el Pasaje Jenner del barrio de San Cristóbal. Con ocasión del hecho, se llevó a cabo un homenaje debajo de uno de los espacios vacíos no tomados en cuenta durante la construcción de autopistas en 1997. Al enterarse del acto, Merello agradeció desde la Fundación Favaloro, pero no asistió a la celebración debido a su avanzada edad. Tampoco estuvo presente en la inauguración del monolito ubicado en la avenida Corrientes y Talcahuano, que le hizo erigir Eduardo Dosisto con la anuencia de la Comisión de Amigos de la Avenida Corrientes, cuyo vicepresidente era Ben Molar.

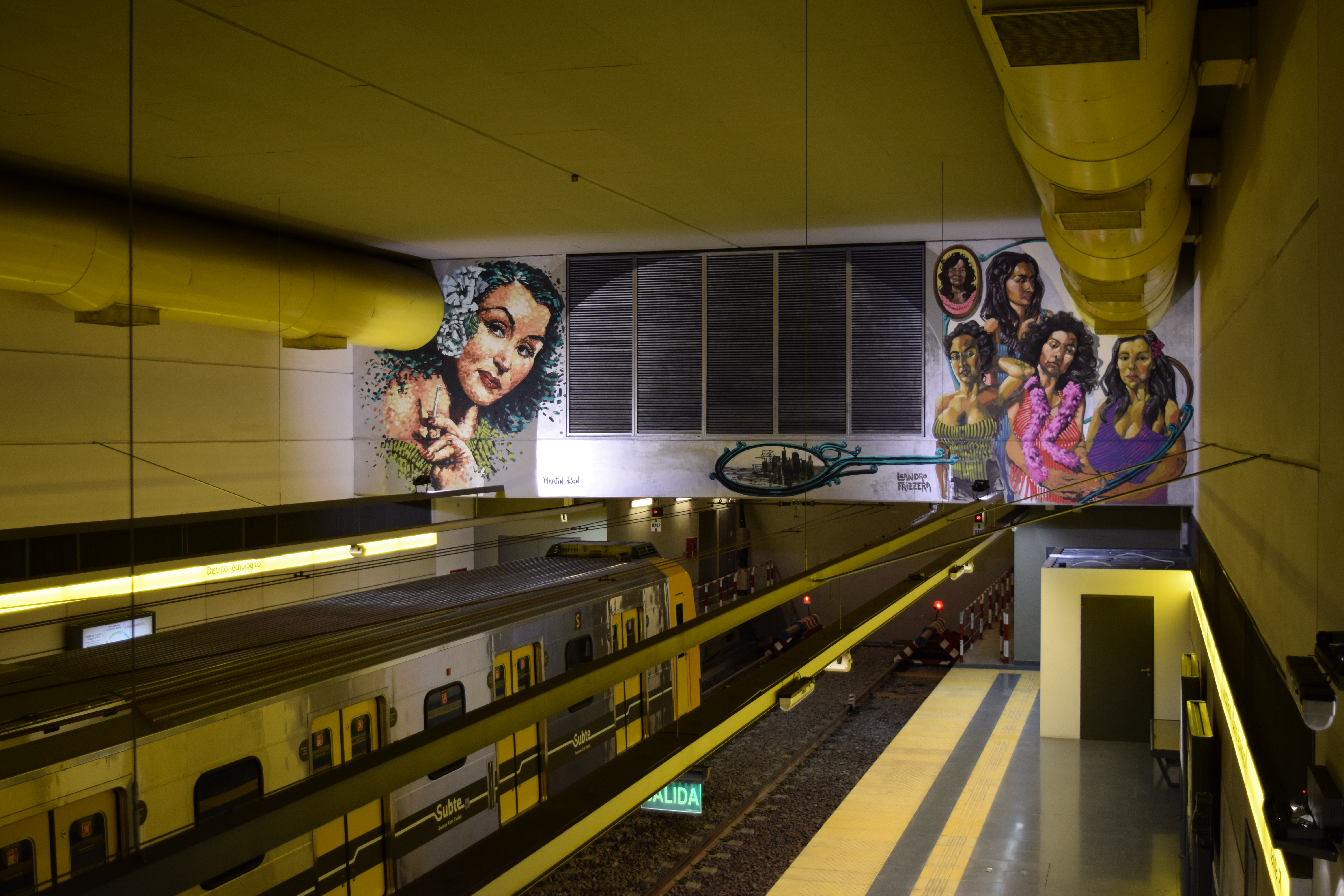
Mural de Tita Merello en la estación Hospitales del subte porteño.

Pedro Ochoa, analizando su trayectoria, comentó: «Muchos hoy recuerdan a Tita Merello, con justicia, por sus grabaciones, pero un breve repaso de su filmografía, su vida y su discografía arrojará que Tita fue una actriz que canta. Lo mejor es definirla como una actriz ligada al tango». La periodista Irene Amuchástegui sostiene que «entre la imagen de la escultural vedette multada con veinte pesos por aparecer sin medias en el teatro de revistas de los años 1930, y el retrato de la matriarca que moralizaba en la televisión de los años 1980, se despliega una de las personalidades más singulares del espectáculo nacional».
El 11 de octubre de 2004, al conmemorarse el centenario de su natalicio, el Teatro General San Martín organizó un homenaje denominado Se dice de mí..., un ciclo que contuvo ocho de sus filmes. Además, se representó una muestra con fotografías, objetos y vestuario de la actriz diseñados por Horace Lannes. Paralelamente, el Departamento de Artes de la Facultad de Filosofía y Letras de la Universidad de Buenos Aires realizó un homenaje por su centenario en el XIII Congreso Internacional de Teatro Iberoamericano y Argentino. Marcelo Camaño, coautor de la comedia musical La Merello, explicó por ese entonces que «a cien años de su nacimiento, queda la inquietud de entender cómo a pesar de sus contradicciones, esta mujer existe en el recuerdo de la gente. Y quedan pendientes tantos otros fundadores del espectáculo nacional en recordar y volver a ser pensados, aunque no cumplan un siglo de permanencia».
El 22 de julio de 2010, se estrenó Dijeron de mí, una obra teatral basada en la vida de la actriz que se representó en el Maipo Kabaret bajo la dirección de Luciano Sardi y la actuación de Virginia Innocenti en el rol de Merello. Por su parte, Una vida en tiempo de tango, un espectáculo dirigido por Nacha Guevara, representó la vida de Merello desde su juventud hasta su vejez. Fue estrenado en 2011 en el Teatro Metropolitan y Alberto Negrín, escenógrafo de la pieza, comentó: «El espectáculo tiene una concepción moderna y no necesariamente está enfocado a un público mayor sino que fue pensado tanto para las generaciones que vieron crecer a Tita como a las más contemporáneas».
Un retrato de Merello preside el Salón Mujeres Argentinas de la Casa Rosada junto a otras figuras femeninas de la historia argentina como Juana Azurduy, Eva Perón, Lola Mora, Victoria Ocampo y Mariquita Sánchez de Thompson.
En febrero de 2013, sus últimos años de vida fueron la temática de uno de los trece unitarios del ciclo Historia clínica, «Cuando yo me vaya», basado en el libro homónimo del médico Daniel López Rosetti y la participación del historiador Felipe Pigna. El ciclo expresa la influencia que tuvieron la vida pública y personal de diversas personalidades en el deterioro de su salud. Merello fue representada por Julieta Díaz —quien ya había interpretado a Ada Falcón— en su juventud y por Claudia Lapacó en su vejez. Victoria Carreras, por otra parte, presentó en 2015 un documental titulado Merello x Carreras con material audiovisual inédito —filmado por la misma directora— de Merello en situaciones cotidianas junto a su padre Enrique durante 1995. El satélite BugSat 1, construido en Argentina y lanzado en Rusia en junio de 2016, fue apodado «Tita».
Merello definió su vida de la siguiente manera:

«... hice de mí lo que quería, y tengo el orgullo de haber sacado, de entre las mujeres, una mujer íntegra. Yo le di la cara a la vida, y me la dejó marcada».
Tita Merello